# Battaglia di San Carlos (1982)
La battaglia di San Carlos fu una grande battaglia aeronavale avvenuta durante la guerra delle Falkland (aprile-giugno 1982) tra la forza di spedizione britannica e le forze aeree argentine della Fuerza Aérea Argentina e della Aviación Naval; la battaglia fu conseguenza della cosiddetta operazione Sutton, lo sbarco iniziato dalle forze anfibie britanniche il 21 maggio 1982 nella baia di San Carlos, sull'isola Falkland Orientale.
Le forze anfibie britanniche erano comandate dal commodoro Michael Clapp, mentre le unità navali della Royal Navy di protezione allo sbarco erano sotto il controllo dell'ammiraglio John Foster Woodward, comandante in capo della task force da battaglia britannica. Il comandante delle forze argentine sulle isole, generale Mario Benjamín Menéndez, fu sorpreso dallo sbarco britannico e non riuscì a contrastare le forze terrestri nemiche, che poterono facilmente consolidare un'ampia testa di ponte da cui nelle settimane seguenti sarebbero avanzate in direzione del capoluogo, Port Stanley.
Le forze aeree congiunte della Fuerza Aérea Argentina e dell'Armada invece, guidate dal comando della Fuerza Aerea Sur del generale Ernesto Horacio Crespo, intervennero dal 21 al 25 maggio 1982 con grande determinazione e tenacia sull'area della baia di San Carlos, infliggendo continue e pesanti perdite alle forze navali di protezione britanniche, che ebbero notevole difficoltà a respingere i ripetuti attacchi e mantenere la protezione della forza da sbarco.
Nonostante il valore e il coraggio dimostrato, i piloti argentini subirono dure perdite causate dalla reazione navale e aerea britannica e non riuscirono quindi a costringere alla ritirata la squadra navale nemica. Lo scontro aeronavale di San Carlos è considerato da alcuni come la prima battaglia della Royal Navy nell'era dei missili guidati.

## Operazione Sutton
A partire dalla metà del mese di maggio 1982 la forza di spedizione del contrammiraglio John Foster Woodward era ormai pronta, dopo il lungo viaggio attraverso l'oceano Atlantico, alla fase decisiva della campagna di riconquista delle isole Falkland, occupate di sorpresa il 2 aprile 1982 dalle forze armate argentine. L'ammiraglio Woodward disponeva di un notevole complesso aeronavale e anfibio in grado di assicurare una parziale copertura locale intorno all'arcipelago e di contrastare un eventuale intervento della marina argentina, ma le forze terrestri disponibili erano limitate: si trattava della 3ª Brigata Commando dei Royal Marines (cui erano stati aggregati due battaglioni di paracadutisti) e della 5ª Brigata di fanteria che peraltro era ancora in viaggio, essendo salpata da Southampton solo il 12 maggio.

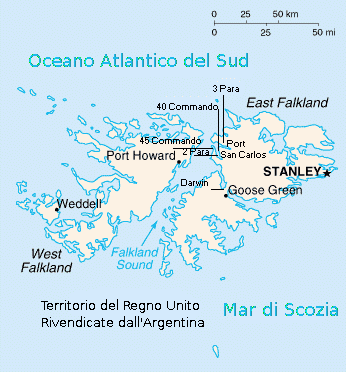
Una carta delle isole Falkland con evidenziata la zona dello sbarco a San Carlos

La guarnigione argentina delle isole, al comando del generale Mario Benjamín Menéndez, era numerosa (10 000 soldati), equipaggiata con artiglieria campale da 105 e 155 mm e dotata di mezzi corazzati leggeri Panhard AML, e divenne quindi essenziale individuare un luogo di sbarco strategicamente idoneo per permettere la costituzione di una testa di ponte senza immediate interferenze nemiche. Alcune ricognizioni segrete, effettuate sulle isole ai primi di maggio da reparti del SAS e del SBS, permisero di raccogliere preziose informazioni sullo schieramento delle truppe argentine e sulle caratteristiche delle coste e del territorio.
Dalle ricognizioni degli incursori si apprese che il generale Menéndez aveva preferito concentrare il grosso delle sue forze a difesa del capoluogo Port Stanley, sulla costa est della Falkland Orientale, lasciando solo piccoli distaccamenti a Port Darwin, Goose Green, Fox Bay sulla Falkland Occidentale e sull'isola di Pebble; gran parte delle coste erano praticamente indifese. L'alto comando britannico decise quindi di effettuare lo sbarco principale nella baia di San Carlos sulla costa ovest della Falkland Orientale, un'area priva di difese argentine caratterizzata da spiagge idonee per lo sbarco e relativamente al riparo da attacchi aerei grazie alle colline circostanti. Lo sbarco della 3ª Brigata Commando nella baia di San Carlos, denominato in codice operazione Sutton, venne previsto per la mattina del 21 maggio 1982 e fu preceduto da una serie di operazioni secondarie che sviarono l'attenzione del comando argentino e indebolirono preliminarmente le forze avversarie: il 14 maggio un reparto del SAS attaccò l'isola Pebble e distrusse al suolo sei aerei d'attacco leggeri FMA IA-58 Pucará, mentre bombardamenti aeronavali furono effettuati nell'area di Port Stanley.

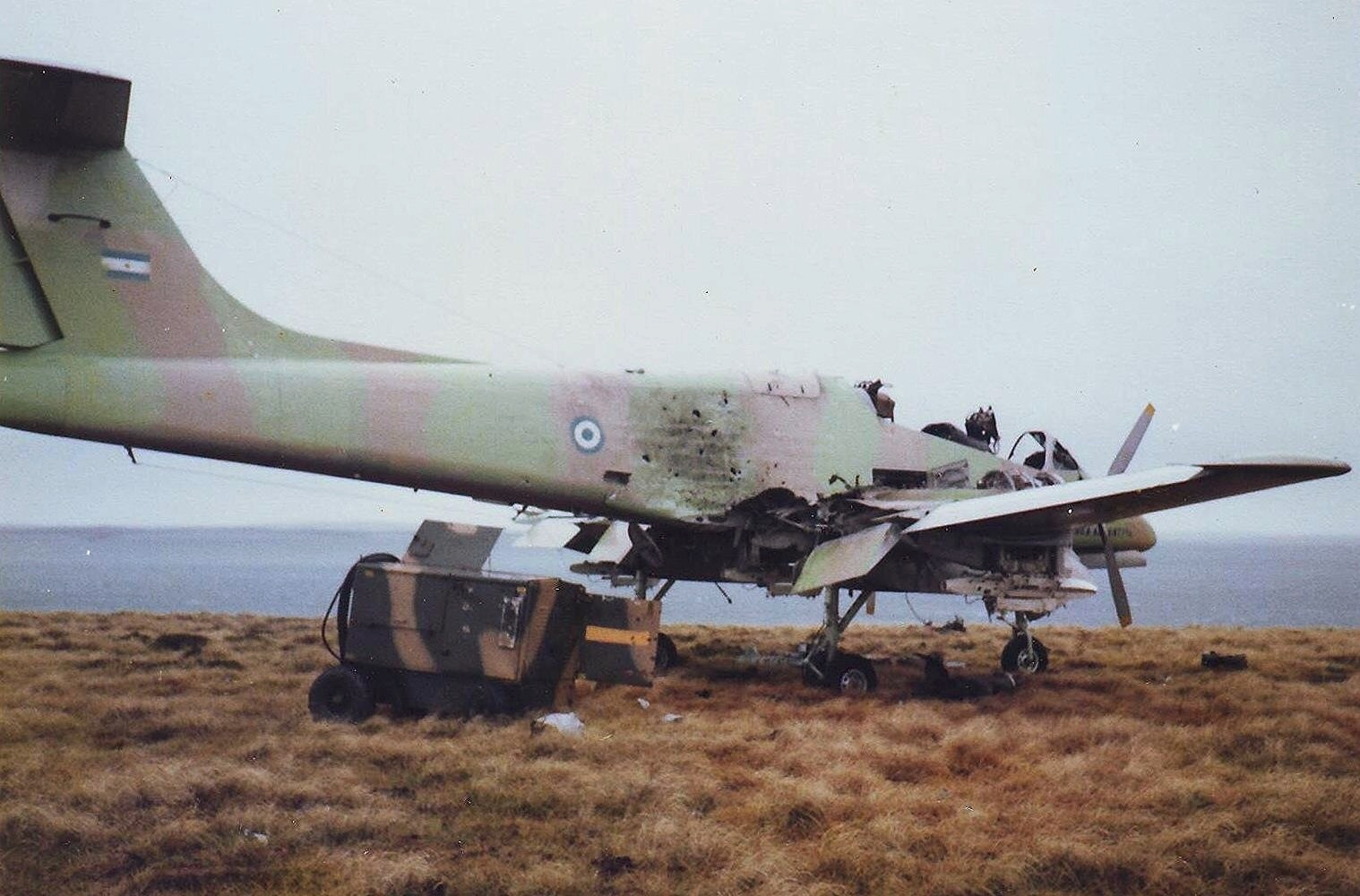
Uno dei Pucará distrutti sull'isola Pebble

Per evitare il rischio di fuoco amico sui caccia a decollo verticale Hawker Siddeley Harrier da parte delle navi del gruppo anfibio durante lo sbarco, o degli Harrier sugli elicotteri del gruppo, il contrammiraglio Woodward formulò una direttiva operativa per tutti i mezzi aerei della squadra: fu individuata una specie di "scatola" centrata sulla baia di San Carlos, lunga dieci miglia, larga due e alta 3 300 metri, all'interno della quale gli Harrier non sarebbero dovuti entrare in combattimento; in caso di attacco, gli elicotteri avrebbero dovuto abbassarsi al suolo e le navi avrebbero avuto libertà di fuoco su qualunque velivolo nella "scatola", con la sicurezza che sarebbero stati argentini. All'esterno gli Harrier sarebbero stati liberi di impegnare combattimento; gli aerei argentini attaccanti a una velocità di 400 nodi avrebbero avuto non più di 90 secondi per l'attacco, dopo di che sarebbero stati bersaglio per gli Harrier che volavano a quota più alta. Una scelta operativa fatta dai britannici alla partenza della Task Force fu quella di operare uniformemente, sia in patria sia nel sud Atlantico, con l'ora di Londra che differiva di tre ore rispetto a quella di Buenos Aires, per evitare confusione nell'interpretazione di ordini o piani operativi tra Londra, la base avanzata di Ascension e le Falkland; convenzionalmente gli orari secondo il tempo coordinato universale sono indicati con la lettera Z (zulu nell'alfabeto fonetico NATO), mentre l'ora locale viene indicata come L (lima). Questo va tenuto presente nel raffronto dei resoconti delle due parti per capire la contemporaneità o meno degli eventi.

## Forze in campo

### Forza di spedizione britannica
La forza anfibia assegnata all'operazione Sutton era localmente al comando del commodoro Michael Clapp e aveva la missione di sbarcare nella baia di San Carlos la 3ª Brigata Commando del generale Julian Thompson, che era costituita dal 42 Commando Royal Marines (un commando è equivalente a un battaglione), trasportato a bordo del transatlantico SS Canberra; dal 45 Commando Royal Marines, imbarcato sulla nave d'attacco anfibio HMS Fearless; dal 3º Battaglione paracadutisti a bordo della nave d'assalto anfibio HMS Intrepid; da un'unità di artiglieria, il 29 Commando Regiment Royal Artillery, e una di genieri, il 24 Commando Regiment Royal Engineers. La forza da sbarco disponeva di numeroso naviglio per il supporto logistico delle truppe: le navi da sbarco rifornimenti RFA Sir Galahad, Sir Geraint, Sir Lancelot, Sir Percival e RFA Sir Tristram, le navi ausiliarie Fort Austin e Stromness, i traghetti requisiti Europic Ferry e Norland. I britannici avevano da tempo creato un piano di mobilitazione del naviglio civile, denominato STUFT (Ships Taken Up From Trade - "navi prese dal naviglio commerciale") in modo da poter velocemente disporre di naviglio ausiliario per la mobilità di alcune forze di reazione rapida; in particolare, per la 3ª Brigata Commando era previsto l'impiego in Norvegia a rinforzare le forze NATO del settore e di conseguenza erano stati opzionati dei traghetti adatti allo scopo, di non grande tonnellaggio e quindi più facilmente manovrabili nei fiordi, ma decisamente inadatti per le condizioni meteorologiche invernali dell'Atlantico meridionale. Ciò determinò problemi durante la permanenza in mare aperto in attesa dello sbarco; per contro l'equipaggiamento e l'addestramento dei Royal Marines, orientati alle condizioni climatiche artiche, si rivelò fondamentale per la loro mobilità e capacità operativa.
Un forte schermo di fregate e cacciatorpediniere della task force del contrammiraglio Woodward fu incaricato di coprire nella baia di San Carlos l'azione delle navi d'assalto anfibio e del naviglio logistico. All'inizio dell'operazione Sutton erano disponibili per i compiti di copertura navale e antiaerea le fregate HMS Argonaut, HMS Brilliant, HMS Broadsword, HMS Plymouth e HMS Yarmouth. Nel corso della battaglia a San Carlos furono coinvolti nelle azioni aeronavali anche i cacciatorpediniere HMS Antrim (che nella notte del 21 maggio aveva effettuato un bombardamento diversivo a Fanning Head) e HMS Coventry, schierato nelle acque vicino alle isole Pebble, e le fregate HMS Ardent e HMS Antelope che erano posizionate nel Grantham Sound, un'insenatura a sud della baia; altre navi erano in navigazione più a est per proteggere le portaerei.
La principale debolezza della forza aeronavale del contrammiraglio Woodward era rappresentata dall'insufficiente copertura aerea disponibile per assicurare la superiorità sui cieli e per proteggere in modo realmente efficace le unità della Royal Navy. La carenza della difesa aerea della forza di spedizione derivava, in primo luogo, dalla mancanza di un efficiente sistema di preallarme radar che potesse segnalare tempestivamente gli aerei avversari, in quanto la flotta britannica aveva dismesso i suoi velivoli AEW Fairey Gannet insieme alle portaerei convenzionali e inoltre dal fatto che non disponeva ancora delle versioni AEW degli elicotteri Sea King imbarcati. Gli Hawker Siddeley Nimrod impiegati in tale funzione erano stanziati sull'isola di Ascensione e non disponevano dell'autonomia di volo necessaria per garantire una sorveglianza radar continuativa, quindi tale compito ricadeva sui radar a bordo delle navi che non si dimostrarono pienamente adeguati.
Il mantenimento della superiorità aerea sulla baia di San Carlos e la copertura delle navi britanniche dovevano essere forniti dai caccia imbarcati a decollo verticale BAE Sea Harrier della Fleet Air Arm, a bordo delle portaerei HMS Hermes (nave ammiraglia di Woodward) e HMS Invincible che tuttavia, per ragioni di sicurezza, rimasero durante la battaglia a oltre 320 chilometri di distanza dalle zone di sbarco; inoltre, a causa del numero limitato di questi aerei, non tutte le rotte di volo furono coperte. I Sea Harrier disponibili sulle due portaerei erano solo venti, inquadrati negli Squadron 800 (sulla Hermes) e 801 (sulla Invincible): in pratica i caccia potevano rimanere sui cieli della baia solo per dieci minuti a causa dell'autonomia ridotta. Le due portaerei durante la battaglia furono in grado di organizzare inizialmente solo due pattuglie di copertura ogni ora, mantenendo un'altra coppia di caccia pronti al decollo sui ponti di volo; nel corso della battaglia si cercò poi di migliorare la copertura aerea e furono mantenute in volo tre pattuglie di caccia ogni ora. Oltretutto, per non facilitare l'individuazione della posizione delle preziose portaerei, i Sea Harrier dopo il decollo dovevano volare inizialmente a 80 metri sopra il livello del mare (al di sotto della copertura radar nemica) prima di risalire in quota vicino alle isole Falkland e iniziare i pattugliamenti di copertura. I Sea Harrier, guidati da piloti ben addestrati, ottennero durante la battaglia diversi successi contro gli aerei d'attacco argentini ma, a causa anche delle carenze del loro radar Blue Fox, incapace di individuare aerei volanti a bassa quota, non riuscirono a evitare sensibili perdite alle navi della Royal Navy.
I cacciatorpediniere e le fregate della forza di spedizione disponevano di sistemi missilistici antiaerei moderni come Sea Dart e Sea Wolf, accanto ad altri decisamente obsoleti come Sea Cat e Sea Slug, che potevano supplire in parte alle carenze di copertura aerea, ma erano decisamente carenti in termini di artiglierie con solo qualche cannone da 20 e 40 mm per nave. I sistemi missilistici più moderni erano controllati da computer e il software di controllo non era ancora ben rodato, specialmente sui sistemi Sea Wolf delle fregate classe Type 21 e Type 22 da poco immesse in servizio. Anche i caccia Sea Harrier avevano un sofisticato sistema digitale che coordinava il radar Blue Fox e il computer di navigazione Navhars, permettendo a un singolo pilota una notevole serie di operazioni contemporanee.
Durante le fasi di consolidamento della testa di ponte a San Carlos e nella successiva avanzata verso Port Stanley, si dimostrò efficace l'azione degli Hawker Harrier della Royal Air Force, impiegati nel supporto alle truppe a terra. L'alto comando britannico era consapevole della scarsità quantitativa delle forze aeree imbarcate e quindi aveva per tempo inviato parte degli Harrier del 1° Squadron della RAF nell'Atlantico del Sud, trasportati dalla nave Atlantic Conveyor. Il 18 maggio 1982 la nave raggiunse il grosso della task force, in tempo per l'inizio dell'operazione Sutton e i primi sei Harrier della RAF furono trasferiti sulla portaerei Hermes, dalla quale fin dal 20 maggio iniziarono a effettuare operazioni di bombardamento su postazioni argentine nelle isole Falkland. Altri Harrier erano pronti sull'isola di Ascensione e durante la campagna furono trasferiti sulla Hermes per colmare le perdite in combattimento. Questi aerei d'attacco a decollo verticale furono impiegati in missione di bombardamento a bassa quota; gli Harrier disponevano di un armamento moderno ed efficace: le bombe a grappolo Hunting BL755 a caduta ritardata (che permettevano il disimpegno in tempo utile dell'aereo attaccante anche volando a quota molto bassa), il cannone ADEN da 30 mm e il razzo SNEB con sistema FFAR (Folded Fin Air Rocket - "razzi aerei ad alette ripiegabili") da 70 mm, molto efficiente a distanza ravvicinata.

### Forze aeree argentine
Il comandante in capo argentino del teatro di guerra delle Falkland era l'ammiraglio Juan Lombardo, che dirigeva da Bahía Blanca il Teatro de Operaciones del Atlántico Sur, organismo avente il controllo di tutte le componenti delle forze armate argentine schierate a contrasto della forza britannica. In realtà, al momento dell'inizio dell'operazione Sutton, l'andamento complessivo delle operazioni navali era già chiaramente sfavorevole agli argentini. Dopo l'arrivo della task force britannica, il contrammiraglio Woodward aveva attivato dal 30 aprile il blocco aeronavale completo delle isole Falkland, decretando la cosiddetta "Zona di Esclusione Totale" (TEZ). La Armada de la República Argentina, la marina da guerra argentina, dopo uno sfortunato tentativo di organizzare un'ambiziosa operazione combinata contro la Task force, frustrato dall'affondamento il 2 maggio 1982 dell'incrociatore leggero ARA General Belgrano, e dalla perdita di altre navi e trasporti nelle acque delle isole Falkland, aveva ormai rinunciato a operazioni offensive per interrompere il blocco navale nemico: le navi da guerra principali rientrarono nelle acque argentine e il blocco britannico, pur riuscendo sporadicamente alcune imbarcazioni argentine a violare la TEZ, divenne pienamente efficace. Il compito di attaccare la Task force e di impedire lo sbarco sulle Falkland ricadde quindi interamente sulla Fuerza Aérea Argentina e sulla componente aerea dell'Armada. Del pari, il rifornimento delle isole divenne onere quasi esclusivo dei Lockheed C-130 Hercules della FAA, che effettuarono quotidiane missioni notturne di rifornimento praticamente indisturbati; solo in un caso un Hercules fu abbattuto con i missili e il cannone da un Sea Harrier.

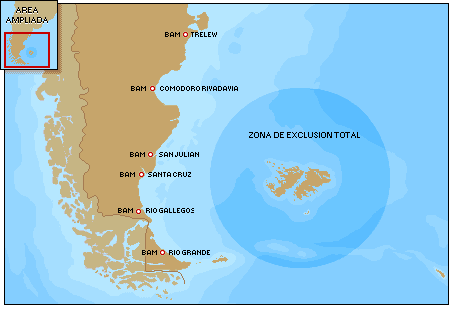
Le basi aeree argentine sul continente e la zona di esclusione britannica sulle isole Falkland

Il generale Ernesto Horacio Crespo, comandante della Fuerza Aérea Sur, il quartier generale congiunto delle forze aeree argentine e dell'aviazione navale dell'Armada, costituito nella base di Comodoro Rivadavia per dirigere tutta l'attività aerea contro la forza aeronavale britannica, aveva pianificato per tempo un intervento in massa delle sue forze nel momento dell'atteso sbarco nemico. La Fuerza Aerea Sur alla metà del mese di aprile aveva concentrato nelle basi di San Julián e di Río Gallegos i suoi reparti d'attacco; queste basi aeree erano però poco attrezzate e distavano circa 700 chilometri dalle isole Falkland. I 19 Douglas A-4 Skyhawk del 4° Grupo de Caza-Bombardeo si trasferirono l'11 aprile 1982 da El Plumerillo (provincia di Mendoza) a San Julián, mentre il 14 aprile i circa 30 A-4 Skyhawk disponibili del 5° Grupo de Caza-Bombardeo "Los Halcones", di stanza a Villa Reynolds (provincia di San Luis), si trasferirono a Río Gallegos. Il generale Crespo poteva inoltre contare su 37 caccia-bombardieri IAI Dagger del 6° Grupo de Caza, stanziati a San Julián e Río Grande e su un gruppo di otto A-4 Skyhawk del Comando de Área Naval Austral della marina, la 3ª Escuadrilla de Caza y Ataque, che il 9 maggio raggiunsero a loro volta la base aerea di Río Grande. Nella stessa base aerea erano anche disponibili dal 20 aprile cinque aerei Dassault Super Étendard della 2ª Escuadrilla de Caza y Ataque, particolarmente addestrati per attacchi anti-nave a distanza con missili Exocet.
I piloti argentini di questi gruppi aerei erano fortemente motivati e determinati, ma dovevano fronteggiare notevoli problemi tattici e tecnici. Le prime missioni all'inizio della guerra si erano concluse con scarsi successi e avevano evidenziato una serie di difficoltà pratiche: gli aerei d'attacco argentini non disponevano dell'autonomia necessaria per lunghi voli fino alle isole e quindi necessitavano di rifornimenti in volo, ma la Fuerza Aérea Argentina disponeva solo di un numero limitato di aerocisterne KC-130 Hercules, che inoltre dovevano essere impiegate anche nel ruolo di sorveglianza e di individuazione preliminare delle navi britanniche. Per migliorare il coordinamento e la velocità delle operazioni belliche, il comando argentino decise di mantenere in permanenza due KC-130 in volo al largo delle coste argentine per interventi d'emergenza. I piloti degli Skyhawk e dei Dagger effettuarono le missioni divisi in piccole sezioni inviate nelle acque di San Carlos da direzioni e in orari diversi per sorprendere le difese, volando con coraggio e abilità a quota molto bassa, circa venti metri sopra il livello del mare, per rendere difficile l'individuazione da parte dei radar nemici e per ostacolare l'azione delle pattuglie caccia di copertura britannici. Questi aerei tuttavia, operando a bassa quota negli ultimi 80 chilometri del volo, erano privi della protezione dei caccia Dassault Mirage III che, dopo alcuni insuccessi all'inizio della guerra, erano stati in parte ritirati a protezione delle città della costa contro possibili attacchi dei bombardieri Avro 698 Vulcan britannici, oppure effettuavano inutili missioni ad alta quota di contrasto ai Sea Harrier britannici, che volavano a quote molto più basse per intercettare gli attaccanti.

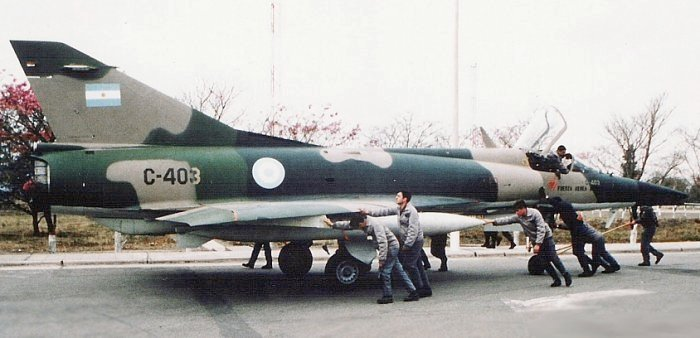
Cacciabombardieri IAI Dagger dell'aviazione argentina

Un grave problema tecnico, che durante la battaglia aeronavale ridusse l'efficacia degli attacchi aerei argentini, fu inoltre costituito dal tipo di armamento utilizzato per colpire le navi. I velivoli della Fuerza Aérea Argentina impiegarono bombe da 500 o 1 000 libbre prive di paracadute frenanti e dotate, per evitare esplosioni anticipate che avrebbero potuto mettere in pericolo l'aereo attaccante, di un sistema di ritardo dell'innesco. Questa soluzione fu controproducente perché le bombe, lanciate a quota molto bassa dai piloti argentini, spesso rimbalzarono sull'acqua superando l'obiettivo; inoltre molti ordigni non esplosero, poiché il sistema di innesco ritardato non si era attivato in tempo utile. Paradossalmente, gli argentini vennero a conoscenza di queste carenze proprio grazie alle informazioni fornite dai bollettini del Ministero della Difesa britannico.
L'Aviacion Naval della marina argentina invece ebbe minori difficoltà tecniche: i suoi piloti erano bene addestrati all'attacco di bersagli navali e gli aerei A-4 Skyhawk impiegati disponevano del sistema di navigazione radio VLF Omega per individuare con sicurezza le navi della task force britannica; inoltre i piloti della marina impiegarono bombe da 500 libbre "Snakeye" dotate di codoli frenanti, per rallentarne la discesa e permettere all'aereo attaccante di disimpegnarsi in sicurezza. Queste bombe soprattutto erano equipaggiate con un sistema di innesco anticipato per evitare il problema delle bombe inesplose, che afflisse i piloti dell'aviazione i primi giorni della battaglia.

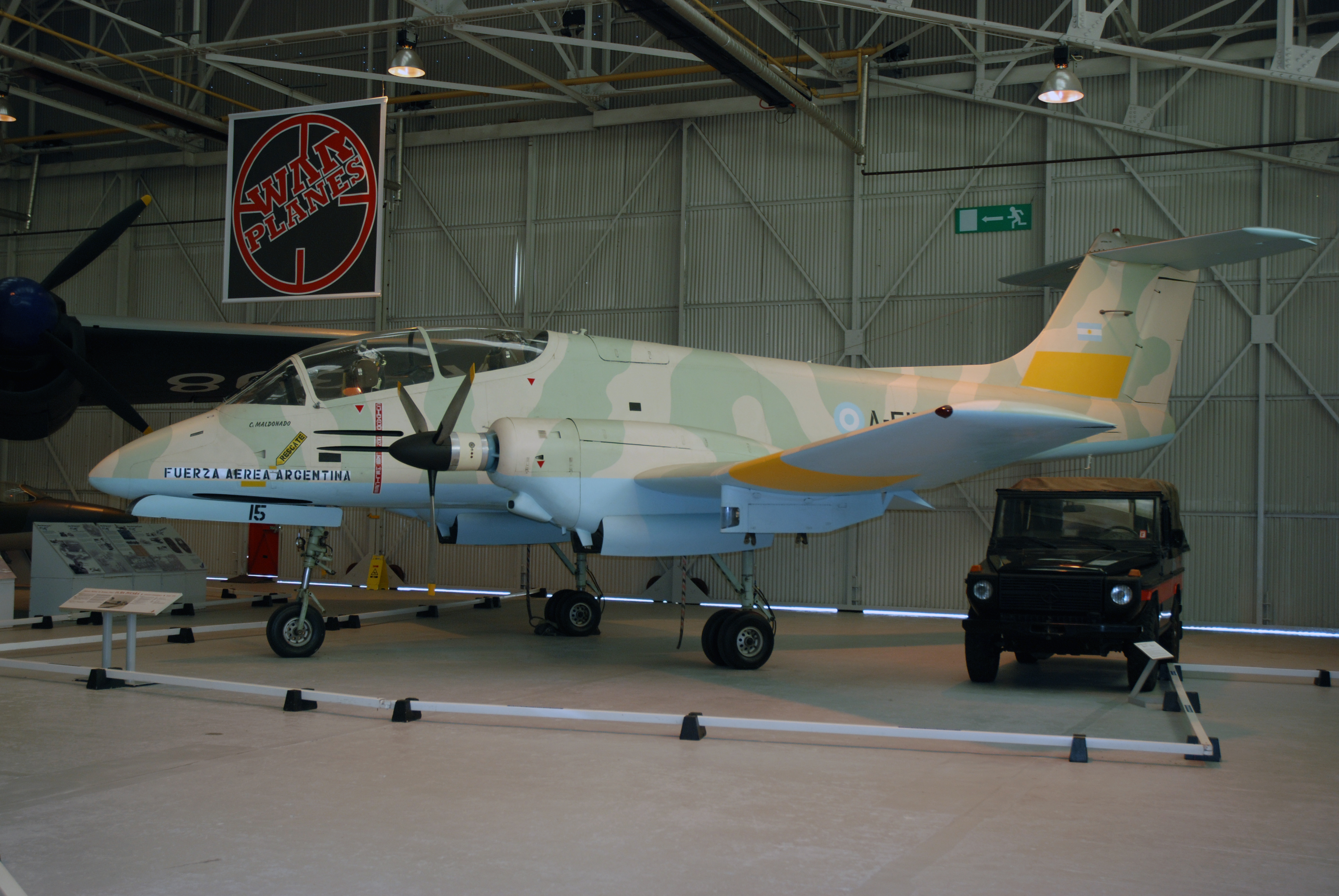
Uno dei Pucará che operavano dalla BAMM, preda di guerra e attualmente al museo di Cosford nella livrea originale

Fin dal 2 aprile la Fuerza Aérea Argentina aveva attivato la Base Aérea Militar Malvinas (BAMM) nell'aeroporto di Port Stanley/Puerto Argentino, per coordinare al meglio le operazioni aeree sulle isole e permettere un regolare ponte aereo con i C-130 Hercules; tuttavia le strutture e le piste presenti erano insufficienti per ospitare moderni aerei a reazione e inoltre gli impianti venivano ripetutamente bombardati dagli apparecchi britannici. Altre basi aeree rudimentali erano state organizzate a Goose Green (Base Cóndor) e sull'isola Pebble (Base Calderón), senza contare che lo stato maggiore aereo era intenzionato a effettuare grandi lavori di ampliamento della pista della BAMM per renderla idonea ad accogliere gli aerei moderni. Al momento dello sbarco, tuttavia, la BAMM ospitava solo gli FMA Pucará del Grupo 3 e gli Aermacchi MB-339 della marina, inutilizzabili contro le navi della task force britannica e idonei solo a missioni di supporto tattico a terra.

## Lo sbarco britannico

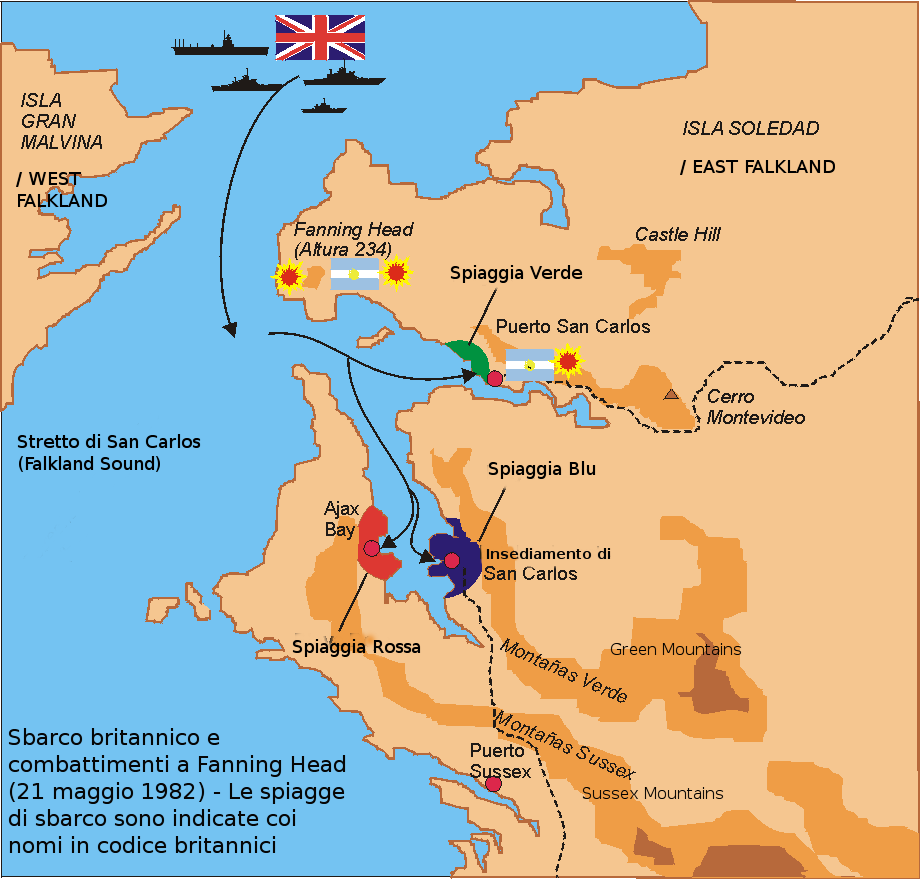
L'area degli sbarchi britannici nella baia di San Carlos

Ancor prima dell'alba del 21 maggio 1982, la forza di spedizione britannica diede inizio all'operazione Sutton. Lo sbarco delle truppe fu preceduto da una serie di procedure e operazioni per sviare le difese nemiche ed evitare possibili minacce da parte delle forze navali argentine: un reparto di incursori del SAS fu sbarcato da elicotteri nei pressi di Goose Green per effettuare una missione di diversione; un aereo da pattugliamento Hawker Siddeley Nimrod decollato dalla base di Ascensione effettuò un'interminabile missione di ricognizione durata 19 ore e 15 minuti per controllare il mare a est alla ricerca di eventuali navi nemiche, passando a circa 60 chilometri dalla costa argentina, mentre due elicotteri Sea King scandagliarono con le loro attrezzature le profondità marine lungo il percorso della task force per individuare in anticipo minacce da parte di sottomarini argentini. Infine, alcuni sottomarini nucleari britannici si avvicinarono alle coste dell'Argentina per rilevare tempestivamente la partenza di aerei d'attacco dalle basi patagoniche in direzione delle Falkland. Queste operazioni preliminari non rilevarono alcun segno delle navi della marina argentina e confermarono che il nemico era ignaro dell'operazione in corso; anche i bombardamenti navali notturni effettuati da due fregate britanniche contro le difese di Port San Carlos non sembrarono allarmare i difensori.

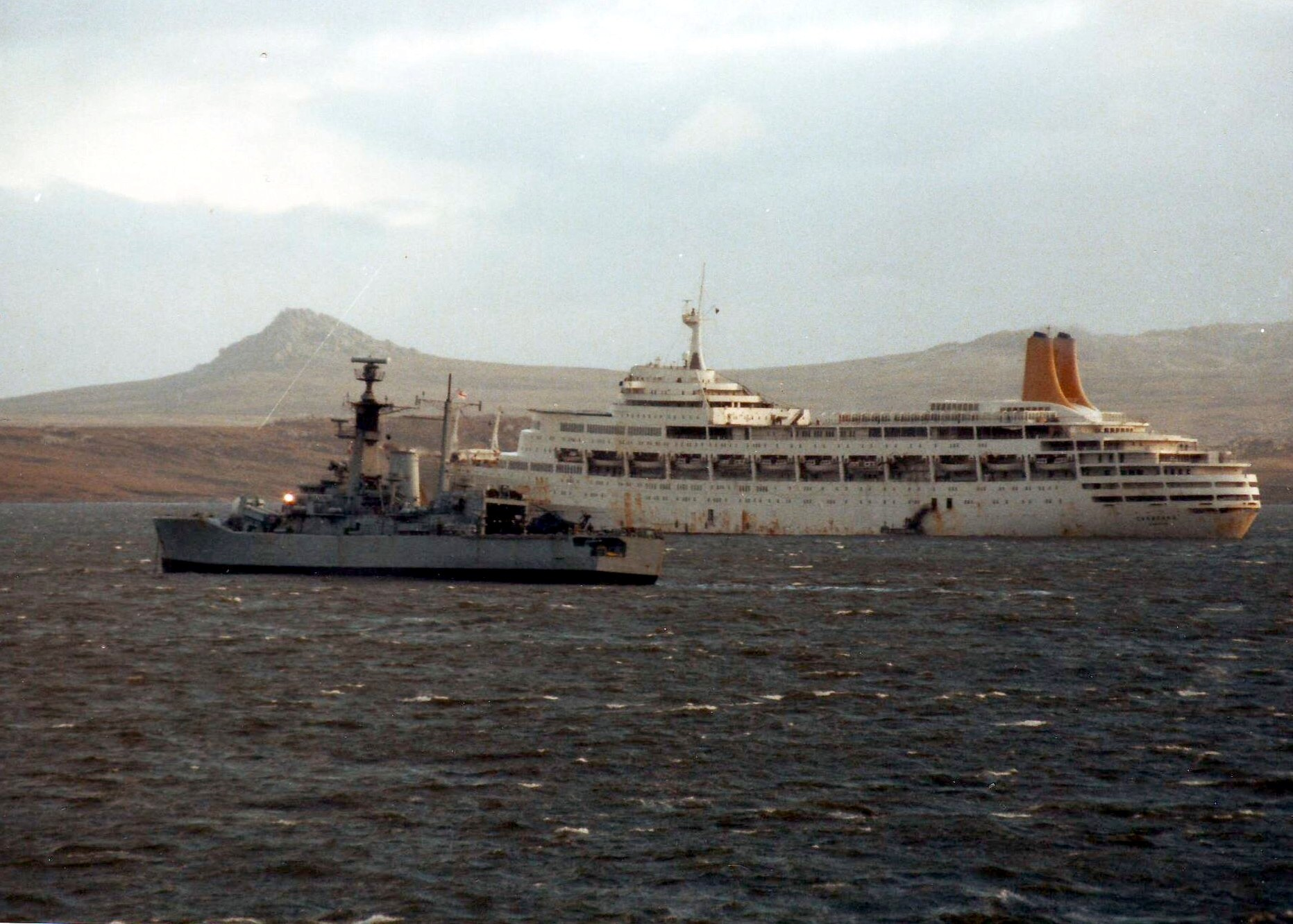
SS Canberra e HMS Andromeda affiancate dopo la fine della guerra a Port Stanley

Nella notte ebbe inizio lo sbarco. Le truppe e parte dei materiali furono trasferiti a terra con la massima urgenza, per consolidare al più presto la testa di ponte prima del giorno e dell'inevitabile reazione argentina: furono subito sbarcati i sistemi missilistici anti-aerei Rapier, che però necessitavano di un certo tempo per essere operativi nonché delle necessarie scorte logistiche, soprattutto la benzina necessaria al funzionamento dei loro generatori elettrici. Le operazioni di trasporto dell'equipaggiamento furono effettuate anche con l'ausilio degli elicotteri Sea King, mentre i soldati della 3ª Brigata Commando del generale Thompson, circa 5 000 uomini, attendevano il loro turno a bordo delle navi d'assalto anfibio Fearless e Intrepid e del transatlantico SS Canberra. Furono anche utilizzati dei pontoni gonfiabili a fondo piatto chiamati Mexefloat, gestiti da un distaccamento di genieri dell'esercito, per trasferire dalle navi i materiali nelle acque calme della baia verso terra. Il Canberra era chiamato The Great White Whale ("la grande balena bianca"), perché nella fretta non era stato ridipinto e rappresentava un bersaglio particolarmente evidente; nondimeno non fu mai colpito, anche perché probabilmente i piloti argentini, con spirito cavalleresco, nel dubbio che fosse una nave ospedale non segnalata, evitarono di attaccarla pur essendo la prima cosa che vedevano addentrandosi nella baia. La nave rappresentò comunque una fonte di distrazione, in quanto i secondi persi nel discriminare il bersaglio non permettevano di inquadrarne altri nelle poche decine di secondi disponibili per attraversare la baia a bassa quota sotto il fuoco della contraerea a terra e dalle navi, e con il perenne rischio di essere attaccati dalle pattuglie di Harrier; anche il largo uso dei traccianti da parte della contraerea contribuì a distrarre e preoccupare i piloti argentini impegnati negli attacchi.

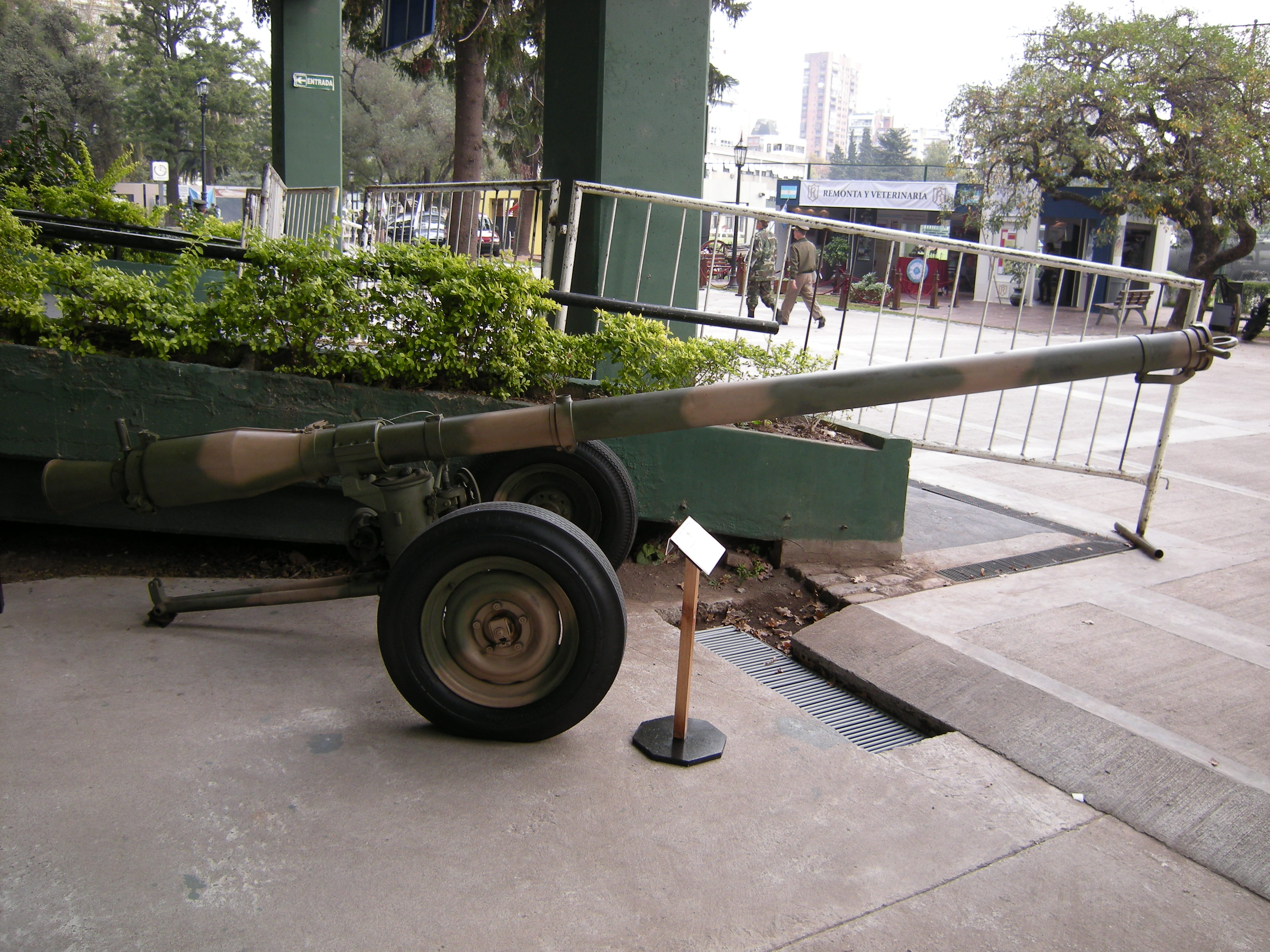
Un cannone argentino da 105 mm come quelli impiegati alle Falkland

Le difese terrestri argentine nella baia di San Carlos erano estremamente deboli: si trattava di circa 60 soldati di una sezione di fucilieri del 25º Reggimento di fanteria e di una sezione di appoggio del 12º Reggimento di fanteria che, al comando del tenente Carlos Esteban, erano giunti sul posto in elicottero. Queste magre forze, denominate Equipo de Combate "Güemes" ("gruppo di combattimento Güemes"), disponevano di appena due cannoni senza rinculo da 105 mm e due mortai. Un gruppo di soldati del SAS con un ufficiale dei Royal Marines che parlava spagnolo, il capitano Rod Bell, fu sbarcato per sloggiare questo reparto, possibilmente inducendolo alla resa senza spargimento di sangue, ma gli eventi impedirono di parlamentare. I soldati argentini non avevano alcuna possibilità di impedire lo sbarco nemico: dopo una breve resistenza impiegando soprattutto i mortai, iniziarono a ripiegare verso est. Alle 04:00 Z (ora di Londra, tre ore avanti rispetto a Buenos Aires) sbarcarono i paracadutisti del 2º Battaglione, subito seguiti dai Royal Marines del 40 Commando; i britannici non incontrarono difficoltà sulle spiagge della baia. Il 3º Battaglione paracadutisti occupò Port San Carlos dopo un breve combattimento con i soldati del tenente Esteban.

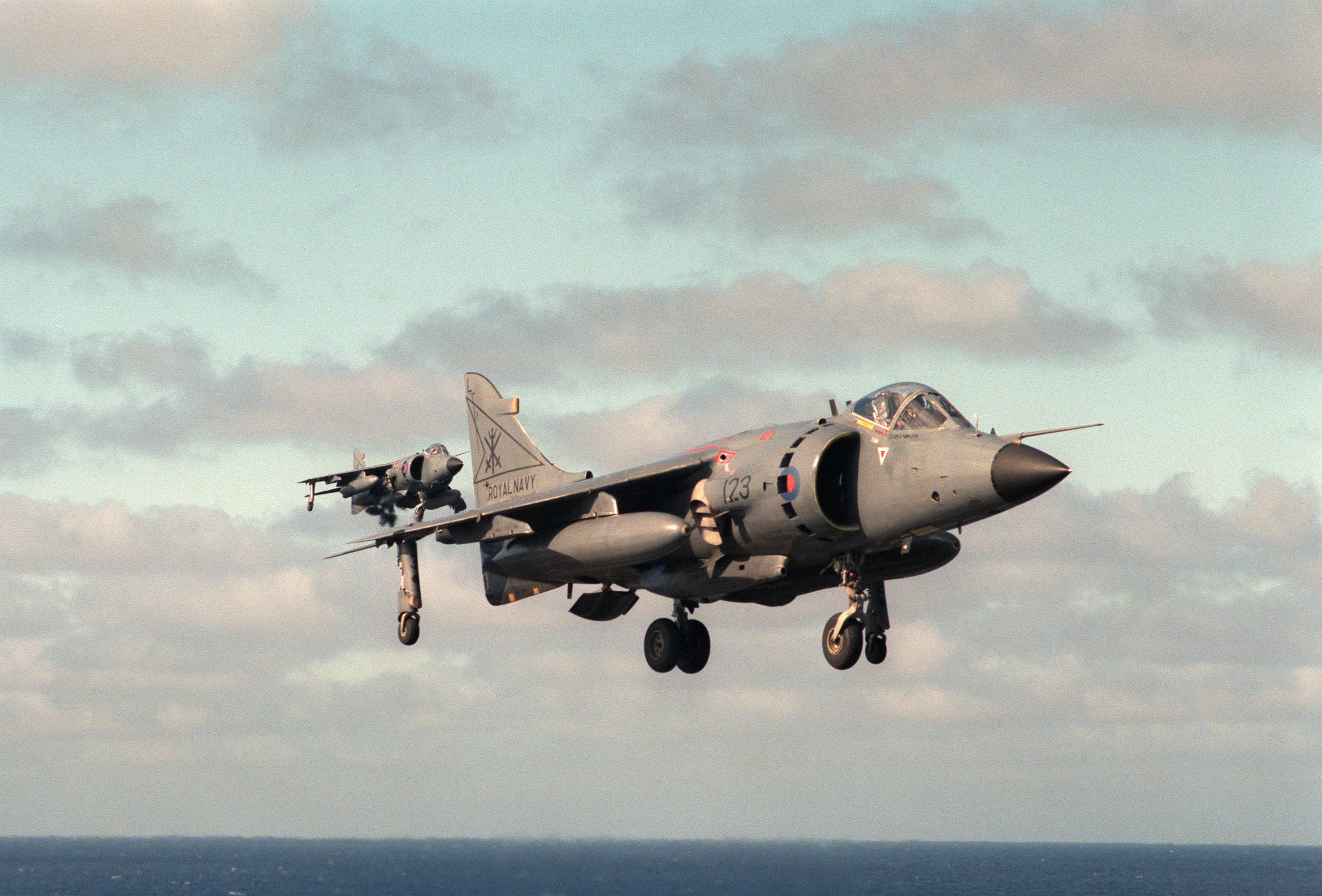
Due Sea Harrier della Fleet Air Arm in forza alla Royal Navy

Gli Harrier del No. 1 Squadron della RAF intervennero fin dal primo mattino a sostegno del corpo di spedizione; alle ore 08:00 due aerei al comando del maggiore Jerry Pook e del capitano Mark Hare, decollati dalla portaerei Hermes, bombardarono una rudimentale pista d'atterraggio per elicotteri individuata in precedenza da un reparto del SAS a nord del Monte Kent; furono distrutti con il fuoco dei cannoni di bordo due elicotteri argentini, un Aérospatiale SA 330 Puma e un Boeing CH-47 Chinook. Le prime perdite aeree britanniche si verificarono alle ore 08:45, quando nei cieli sopra la baia di San Carlos furono abbattuti dal fuoco delle armi leggere argentine due elicotteri Aérospatiale SA 341 Gazelle dei Royal Marines, che stavano scortando un elicottero da trasporto inviato erroneamente in una zona ancora presidiata dal nemico; a causa della mancanza di collegamento radio i marines a terra non poterono avvisare i piloti del rischio incombente: rimasti inermi in acqua dopo lo schianto, furono presi sotto tiro dagli argentini che ne uccisero tre e ferirono gravemente il quarto. Nelle ore successive, mentre continuavano freneticamente le operazioni di sbarco, gli Harrier della RAF effettuarono altri pattugliamenti di protezione per intervenire contro reparti terrestri argentini; nella zona della testa di ponte non fu rilevata attività nemica, ma un aereo britannico fu abbattuto dal fuoco antiaereo di una postazione argentina a Port Howard. Il pilota, capitano Jeff Glover, si lanciò con il paracadute e fu catturato.
Le prime reazioni aeree argentine furono deboli e vennero condotte dagli aerei presenti nella base area di Port Stanley: alle ore 09:45 una sezione (due coppie) di aerei d'attacco leggeri Pucará fu inviata verso la Base Cóndor, che era sottoposta a bombardamento da parte della fregata Ardent. L'aereo del capitano Jorge Bénitez fu abbattuto con un missile FIM-92 Stinger dai soldati del reparto del SAS, al rientro dalla diversione a Goose Green, e gli altri due respinti dalle difese anti-aeree della fregata britannica. Il maggiore Carlos Tomba fu invece intercettato e abbattuto dal caccia Sea Harrier del maggiore Nigel Ward dopo un lungo combattimento: il pilota si eiettò e rientrò nelle proprie linee e in seguito, dopo la resa, funse da interprete in un ospedale da campo britannico per assistere alcuni suoi commilitoni feriti lì ricoverati.
Alle ore 10:00 arrivò nei cieli sopra la baia di San Carlos un Aermacchi MB-339 in ricognizione aerea: il pilota, capitano Guillelmo Owen Crippa, attaccò coraggiosamente di propria iniziativa la grande task force individuata e riuscì a infliggere qualche danno alla fregata Argonaut con il fuoco dei cannoni e dei razzi, sfuggendo alla violenta reazione antiaerea delle navi. Le navi della forza di sbarco, tranne due fregate, in tarda mattinata si spostarono dall'insenatura di Port San Carlos all'interno del Falkland Sound, in modo da non essere un facile bersaglio per i sottomarini argentini che in quel momento erano ritenuti una minaccia più grave degli attacchi aerei.

## Gli attacchi aerei argentini

### 21 maggio
Il generale Ernesto Horacio Crespo, comandante della Fuerza Aérea Sur, reagì rapidamente dopo aver ricevuto le prime notizie dell'attacco nemico. Secondo i piani congiunti delle forze aeree e della marina, era previsto di effettuare 63 sortite da parte della FAA (Fuerza Aérea Argentina) e dodici da parte della CANA (Comando de Área Naval Austral) il primo giorno degli sbarchi britannici; in realtà il 21 maggio gli argentini riuscirono a impegnare 54 aerei della FAA e sei dell'aviazione navale, suddivisi in quattro ondate. I decolli della prima ondata, formata da sei Douglas A-4 Skyhawk del 5° Grupo de Caza-Bombardeo di Río Gallegos e undici IAI Dagger del 6° Grupo de Caza di Río Grande e San Julián, avvennero tra le ore 09:00 e le 09:30 e gli aerei, armati con bombe da 1 000 libbre e da 500 libbre, raggiunsero l'area degli sbarchi a San Carlos tra le 10:25 e le 10:30.

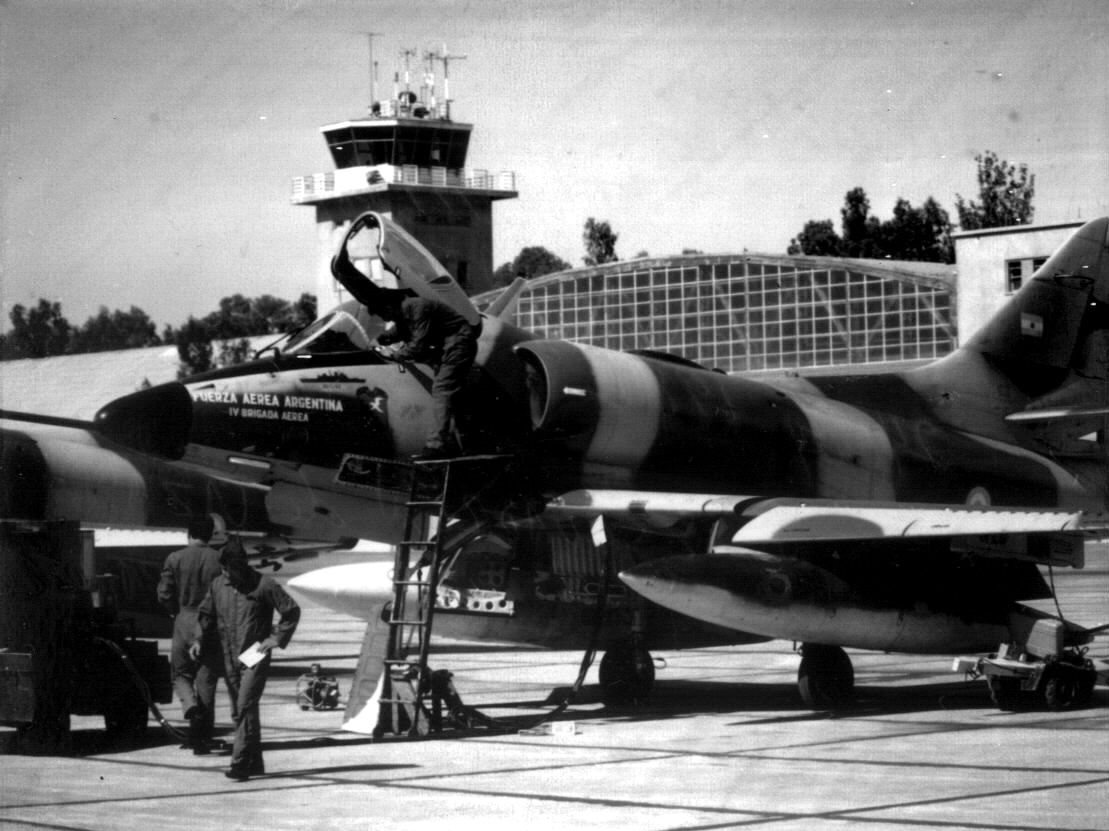
Un Douglas A-4 Skyhawk della Fuerza Aérea Argentina

L'attacco iniziale fu sferrato dai caccia Dagger del 6° Grupo de Caza che, divisi nelle quattro sezioni Ñandú, Perro, León e Zorro (guidate rispettivamente dal capitano Carlos Rohde, dal capitano Carlos Moreno, dal capitano Norberto Dimeglio e dal capitano Raul Diaz), arrivarono nelle acque di San Carlos da ovest, dopo aver superato l'isola Falkland Occidentale e volando a quota molto bassa, inferiore al livello delle colline circostanti la baia. I tre aerei della sezione Ñandú riuscirono a colpire con il fuoco dei cannoni la fregata Broadsword, colpendo con 29 proiettili l'area dell'hangar dove furono danneggiati i due elicotteri Westland Lynx e feriti quattordici uomini; il Dagger del tenente Pedro Bean fu abbattuto da un missile Sea Wolf lanciato dalla nave britannica: il pilota si lanciò ma non sopravvisse. La sezione Perro raggiunse maggiori risultati e colpì il cacciatorpediniere Antrim con due bombe le quali, sebbene non fossero esplose, provocarono danni rilevanti alla nave; anche la sezione León attaccò la Antrim e segnalò un colpo a segno: una delle due bombe perforò il deposito dei missili Sea Slug rendendo inoperativo il sistema di difesa antiaerea della nave. Infine, la sezione Zorro non riuscì a sganciare le bombe sulla fregata Broadsword e si limitò a mitragliarla ancora una volta con proiettili da 20 mm, che colpirono alcuni membri dell'equipaggio rimbalzando anche all'interno dell'hangar. Secondo le fonti britanniche, l'operatore del sistema missilistico Sea Wolf di prua sarebbe riuscito ad agganciare e abbattere uno degli aerei attraverso la guida della telecamera: si evidenziavano peraltro i limiti del sistema radar di controllo fuoco Type 910 progettato per il mare aperto, che era ampiamente disturbato dal clutter (il riflesso delle onde radar) sulle colline circostanti la baia. Immediatamente dopo il danno alla Antrim, che fungeva da coordinatore della difesa aerea, la fregata Brilliant ne assunse il ruolo dirigendo contro gli attaccanti una pattuglia aerea di combattimento di caccia Sea Harrier dell'800 Naval Air Squadron (portaerei Hermes), che però non fu efficace. Gli aerei argentini poterono rientrare indenni alle basi. Nel frattempo, il fuoco di sbarramento della Ardent contro la pista di Goose Green fece saltare in aria un Pucará in fase di decollo "del tutto per caso, effettivamente", come precisò il comandante Alan West.
Gli A-4 Skyhawk del 5° Grupo de Caza-Bombardeo arrivarono subito dopo sulla baia di San Carlos da nord volando a bassa quota; le sezioni Orion guidata dal tenente Mariano Velasco e Leo, guidata dal tenente Alberto Filippini, individuarono all'imbocco della baia la fregata Argonaut che fu colpita da due bombe, che però non esplosero. Delle dieci bombe lanciate dai cinque aerei attaccanti, una colpì il ponte di volo, rimbalzando infine contro le porte del deposito dei missili Sea Slug, colpendone leggermente uno e finendo nel locale bagni senza che niente esplodesse; comunque scoppiarono alcuni incendi che furono domati dall'equipaggio. La nave fece subito rotta verso nord per riunirsi alla Broadsword, ma senza riuscire a raggiungerla prima dell'altra ondata di attacco argentina, sei minuti dopo. Le navi britanniche disponevano sui ponti delle mitragliere Oerlikon da 20 mm e dei cannoni Bofors da 40 mm e gli equipaggi impiegarono tutte le armi leggere a disposizione, mitragliatrici, fucili mitragliatori e perfino lanciarazzi anticarro portatili, con un larghissimo uso di traccianti: in molti casi riuscirono a disturbare i piloti nel loro avvicinamento ai bersagli, nonché a danneggiare e, raramente, abbattere gli aerei.
La seconda ondata della Fuerza Aérea Argentina, formata da cacciabombardieri A-4 Skyhawk del 4° e del 5° Grupo de Caza-Bombardeo, decollò da San Julián e Río Gallegos tra le 11:17 e le 11:25. La sezione Tero tuttavia dovette rinunciare alla missione a causa di problemi tecnici e la successiva sezione Pato di quattro aerei del 4° Grupo de Caza-Bombardeo, guidata dal capitano Eduardo Almoño, fu intercettata dai caccia Sea Harrier dell'800 Squadron e gli Skyhawk del tenente Daniel Manzotti e del tenente Nestor Lopez furono abbattuti dai capitani di corvetta Neil Thomas e Mike Blissett: i piloti argentini non si salvarono, mentre gli altri due aerei ritornarono alla base senza risultati. Tra le 11:25 e le 11:30 dalla base di Río Gallegos decollarono altre due sezioni di A-4 Skyhawk del 5° Grupo: tre dei quattro aerei della sezione Mula ebbero vari problemi tecnici e tornarono indietro, mentre il capitano Pablo Carballo proseguì la missione fino al Grantham Sound e riuscì a sganciare due bombe contro la fregata Ardent, che caddero sui fianchi della nave senza esplodere. La sezione Pico invece, guidata dal capitano Hugo Palaver, percorse lo stretto di San Carlos da sud a nord senza individuare alcuna nave nemica prima di rientrare alla base. Uno degli Skyhawk volò a quota talmente bassa che colpì il radar Type 992 della Ardent con un serbatoio subalare.
Un ennesimo attacco aereo fu condotto alle ore 14:45 da quattro Dagger delle sezioni Cuenca e Libra. Questi aerei che, prima di giungere nella baia, avevano attraversato l'isola occidentale passando sopra il monte Hornby coperto di nuvole, furono subito intercettati da una pattuglia di Sea Harrier: l'aereo del tenente Héctor Luna fu abbattuto dal caccia del tenente Fredricksen ma gli altri tre velivoli, guidati dal capitano Horacio Mir Gonzalez, riuscirono a raggiungere da nord le acque di San Carlos e attaccarono a forte velocità la fregata Ardent; una bomba raggiunse la nave a livello dell'hangar, provocando gravi danni con morti e feriti, distrusse l'elicottero Westland Lynx lì parcheggiato e uccise anche i due uomini di equipaggio che erano sul ponte di volo impegnati a contrastare i velivoli con un fucile mitragliatore; inoltre l'esplosione mise fuori uso il sistema missilistico Sea Cat e il cannone da 114 mm, rendendo la nave praticamente inerme. La fregata era in difficoltà e cercò di risalire verso nord, abbandonando la copertura della baia.
La Fuerza Aérea Argentina sferrò un'ultima serie di attacchi con due sezioni di caccia Dagger: la sezione Laucha, guidata dal maggiore Luis Puga, raggiunse la baia volando da ovest e attaccò con le bombe e il fuoco dei cannoni la fregata Brilliant; nessun ordigno arrivò a segno ma un proiettile da 30 mm colpì la sala operativa della fregata e una scheggia ferì leggermente il direttore del controllo aereo Hulme. In questa circostanza emersero ulteriori problemi del sistema Sea Wolf: sulla Brilliant il computer di controllo tiro dapprima puntò un Dagger che si stava avvicinando, ma poiché l'avvicinamento era su un vettore diagonale il radar non si bloccò sul bersaglio, rifiutandosi di sparare, e fu solo un missile partito dalla Broadsword che salvò l'unità gemella disturbando il puntamento delle bombe. La sezione Ráton invece fu intercettata a nord della baia da una pattuglia di Sea Harrier e, liberatisi dei serbatoi e delle bombe, i piloti argentini accettarono il combattimento aereo pur essendo armati solo con i cannoncini di bordo: secondo le fonti argentine, il capitano Guillermo Donadile riuscì a colpire un aereo britannico che fu visto cadere, ma alla fine tutti e tre i Dagger furono abbattuti dai missili dei Sea Harrier del tenente di vascello Steve Thomas e del capitano di corvetta Nigel Ward; i piloti (capitano Donadile, maggiore Gustavo Piuma e tenente Jorge Senn) si lanciarono e furono recuperati. Per i britannici, invece, l'aereo di Thomas fu raggiunto da tre colpi di cannoncini antiaerei mentre inseguiva gli argentini in fuga, ma entrambi gli aerei rientrarono sulla Invincible. Nel tardo pomeriggio, tra le ore 16:00 e le ore 16:30, decollarono altre tre sezioni di A-4 Skyhawk, Raspon, Mate e Choclo guidate dai capitani Jorge Cafaratti, Jorge Pierini e Carlos Varela; non riuscirono però a individuare bersagli ed entro le ore 19:00 erano tornati alle basi di San Julián e Río Gallegos.
Prima dell'ultima ondata di aerei dell'aviazione argentina, erano intervenuti a San Carlos anche gli A-4 Skyhawk del Comando de Área Naval Austral dell'Aviación Naval; alle 15:10 una sezione di cacciabombardieri raggiunse la baia da sud, armati con bombe "Snakeye" da 500 libbre che, a differenza di quelle sino allora sganciate, avevano i sistemi di scoppio ritardato già armati al momento del lancio. Gli aerei argentini, guidati dal capitano di corvetta Alberto Philippi, dal tenente di vascello Josè Arca e dal teniente de fragata Marcelo Marquez, bombardarono la costa dell'isola occidentale prima di raggiungere San Carlos, dove individuarono la fregata Ardent. Dopo pochi minuti altri tre aerei A-4, guidati dai tenenti di vascello Benito Rótolo, Carlos Lecour e Roberto Sylvester si unirono all'attacco. La nave britannica era già in difficoltà dopo i precedenti attacchi: i suoi sistemi di difesa antiaerei erano fuori uso e solo una mitragliatrice di bordo, servita in quel momento dal civile responsabile della cambusa (ed ex militare dell'esercito) John Leake, poté aprire il fuoco contro gli aerei attaccanti, colpendone uno gravemente sull'ala. I piloti dell'aviazione navale erano ben addestrati nelle tecniche di attacco antinave e misero a segno numerose bombe, che esplosero a poppa con gravi danni: si ebbero 22 morti e 30 feriti. Dopo essere stata ripetutamente colpita alla linea di galleggiamento, la nave dovette essere abbandonata e fu rimorchiata verso la costa. Lungo la rotta di ritorno attraverso lo stretto delle Falkland, i tre A-4 argentini furono però individuati visivamente da una pattuglia di Sea Harrier dello Squadron 800: un missile AIM-9 Sidewinder, lanciato dal caccia del tenente Clive Morrell, colpì l'aereo del capitano Philippi il quale riuscì a lanciarsi e fu recuperato dopo tre giorni da un elicottero dell'esercito argentino. Il tenente di fregata Marcelo Marquez invece rimase ucciso quando il suo aereo fu abbattuto dal fuoco dei cannoni del caccia guidato dal tenente John Leeming, mentre il tenente di vascello Arca cercò, a causa dei danni subiti durante l'attacco alla fregata nemica, di atterrare a Port Stanley ma alla fine dovette abbandonare il suo aereo e lanciarsi sopra l'aerodromo. La fregata aveva incassato solo in questa incursione sette bombe, delle quali cinque da 500 libbre (227 chili) esplose, aveva perduto l'uso del timone e del lanciamissili, mentre l'acqua s'ingolfava da un grosso foro sulla linea di galleggiamento; il comandante West ordinò l'abbandono nave e trasferì i feriti sulla Yarmouth che si era affiancata: essa accolse a bordo anche i 149 superstiti e West, che fu l'ultimo ad abbandonare la nave alle 17:55Z
Durante oltre sei ore di attacchi aeronavali del 21 maggio, la Fuerza Aerea Sur subì la perdita di sette aerei oltre ai due Pucará delle Malvine, mentre l'Aviazione navale perse altri tre A-4; i piloti argentini subirono quindi sensibili perdite ma riuscirono a infliggere notevoli danni alla task force britannica che ebbe un cacciatorpediniere (Antrim) e tre fregate (Argonaut, Broadsword, Brilliant) seriamente danneggiate. La Ardent, colpita in totale da sette bombe esplose e due non esplose, era ormai in preda a incendi incontrollabili: si arenò sul Grantham Sound e affondò infine il 22 maggio 1982. A quel punto, il contrammiraglio Woodward decise che il pericolo dei sommergibili era minore della minaccia aerea e le navi scorta furono spostate all'interno della baia; inoltre deliberò che le navi da trasporto rimanessero con la task force e raggiungessero la baia di volta in volta, stazionandovi solo il tempo necessario per lo scarico del materiale. Una squadra di artificieri salì sulla Antrim per neutralizzare una bomba inesplosa, tagliando nelle lamiere un tunnel e calandola in acqua, e un'altra disattivò un ordigno sulla Argonaut; entrambi gli artificieri furono poi decorati con la Distinguished Service Order. La Antrim scortò infine le navi Canberra, Europic Ferry e Norland verso la task force; le scorte erano state duramente colpite, ma le unità da trasporto e le truppe da sbarco non avevano subito danni o lamentato morti, facendo di San Carlos uno degli sbarchi più riusciti nella storia militare britannica.

### 22 maggio
Nonostante le importanti perdite e la costante interferenza degli attacchi aerei argentini, il primo giorno degli sbarchi si era concluso con un decisivo successo strategico per la forza di spedizione britannica: oltre 3 000 soldati erano stati portati a terra insieme a 1 000 tonnellate di equipaggiamento e rifornimenti, consentendo un costante consolidamento delle posizioni sulle spiagge di San Carlos prima dell'inizio della grande manovra offensiva verso Port Stanley. L'operazione Sutton fu anche favorita il secondo giorno, 22 maggio 1982, dal clima: mentre nella baia di San Carlos il tempo rimase poco nuvoloso, l'attività aerea argentina nelle basi patagoniche sul continente fu gravemente intralciata da freddo, intensa copertura nuvolosa e tempeste di neve che praticamente impedirono una ripresa immediata delle incursioni sulle isole.

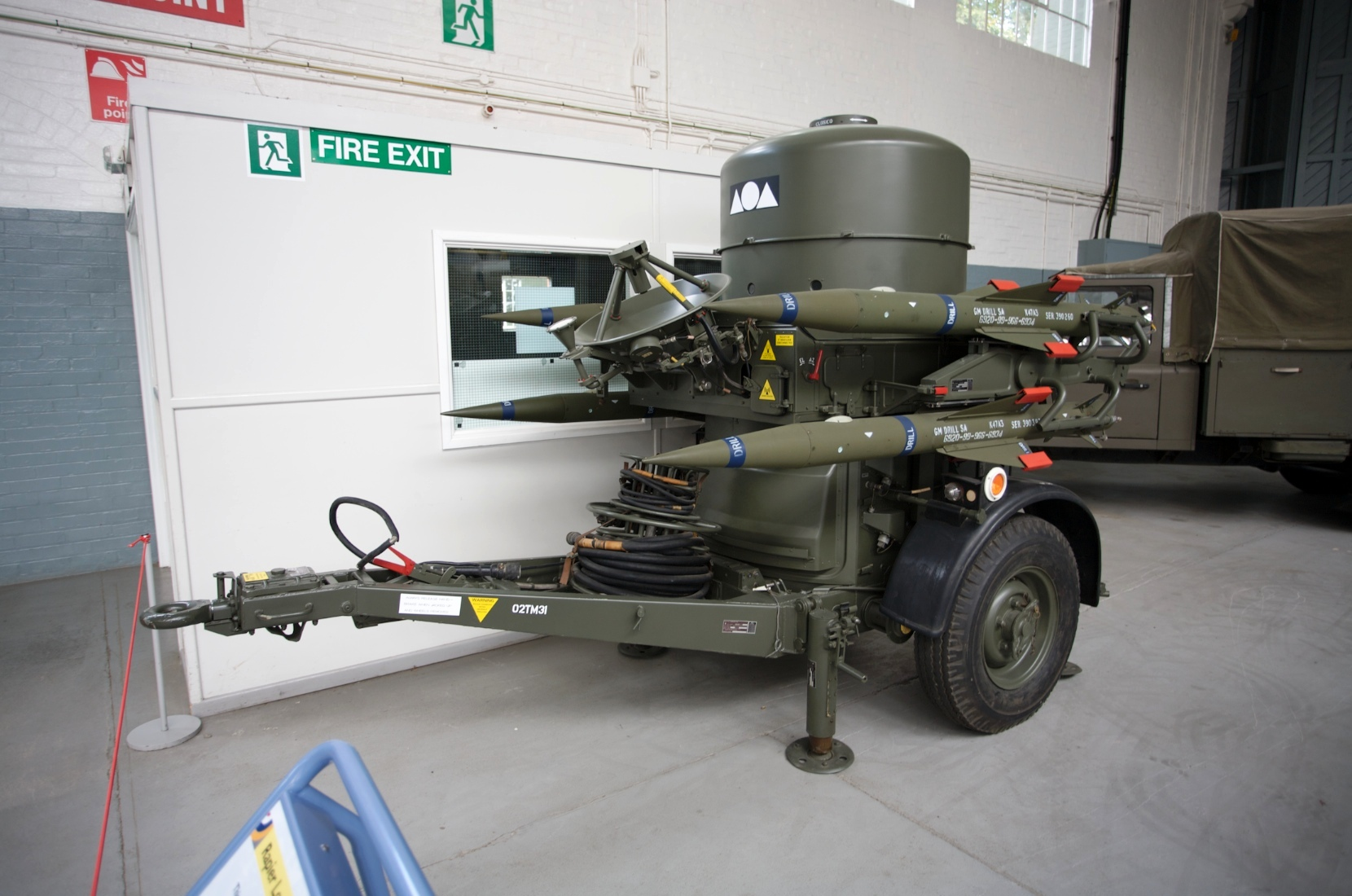
Un sistema missilistico Rapier dell'epoca in mostra in un museo

Mentre la forza a terra consolidava le posizioni in attesa dell'avanzata, la squadra da sbarco continuava a costituire grandi depositi a terra per non dover esporre inutilmente le navi al rischio di attacchi aerei; questo però contraddiceva il concetto di "logistica galleggiante" (cioè tenere il materiale sulle navi nella baia fino a che non fosse stato necessario sbarcarlo) che era stato considerato la migliore opzione prima dello sbarco, e creava anche dei bersagli di grosse dimensioni a terra. Un altro grosso problema logistico per i britannici era la carenza di elicotteri da trasporto, che si sommava alla mancanza di veicoli adatti al terreno: questi fattori quindi concorsero a mantenere un congruo numero di bersagli in mare e a terra, che le difese antiaeree non poterono coprire adeguatamente; anche i sistemi missilistici Rapier gestiti dalla batteria T del 12º Reggimento artiglieria dell'esercito britannico non erano completamente operativi, in parte per le carenze addestrative del personale i cui ultimi lanci in addestramento risalivano a un anno prima, ma anche per deficienze delle armi (i supporti in lega di alluminio dei missili sulla rampa cedevano, lasciandoli cadere a terra). Il primo giorno, ben otto dei sistemi Rapier sbarcati non erano operativi per l'azione corrosiva del sale, contro la quale non erano protetti; la necessità continua di benzina per i generatori elettrici dei sistemi, cui la logistica riusciva a fare fronte con difficoltà, aumentò i problemi e contribuì a esasperare i rapporti tra il contrammiraglio Woodward (che disse: "So che il personale dei Rapier sta facendo del suo meglio, ma buttate una bomba sotto di loro prima che qualcuno gliene butti una sopra") e il comandante della 3ª Brigata Commando generale Thompson, che si aspettava la distruzione delle forze aeree argentine prima dello sbarco e non che la Royal Navy contasse sui sistemi antiaerei dell'esercito per difendere le unità nella baia. A questo si sommavano le indecisioni politiche a Londra su quando la forza a terra avrebbe dovuto avanzare.

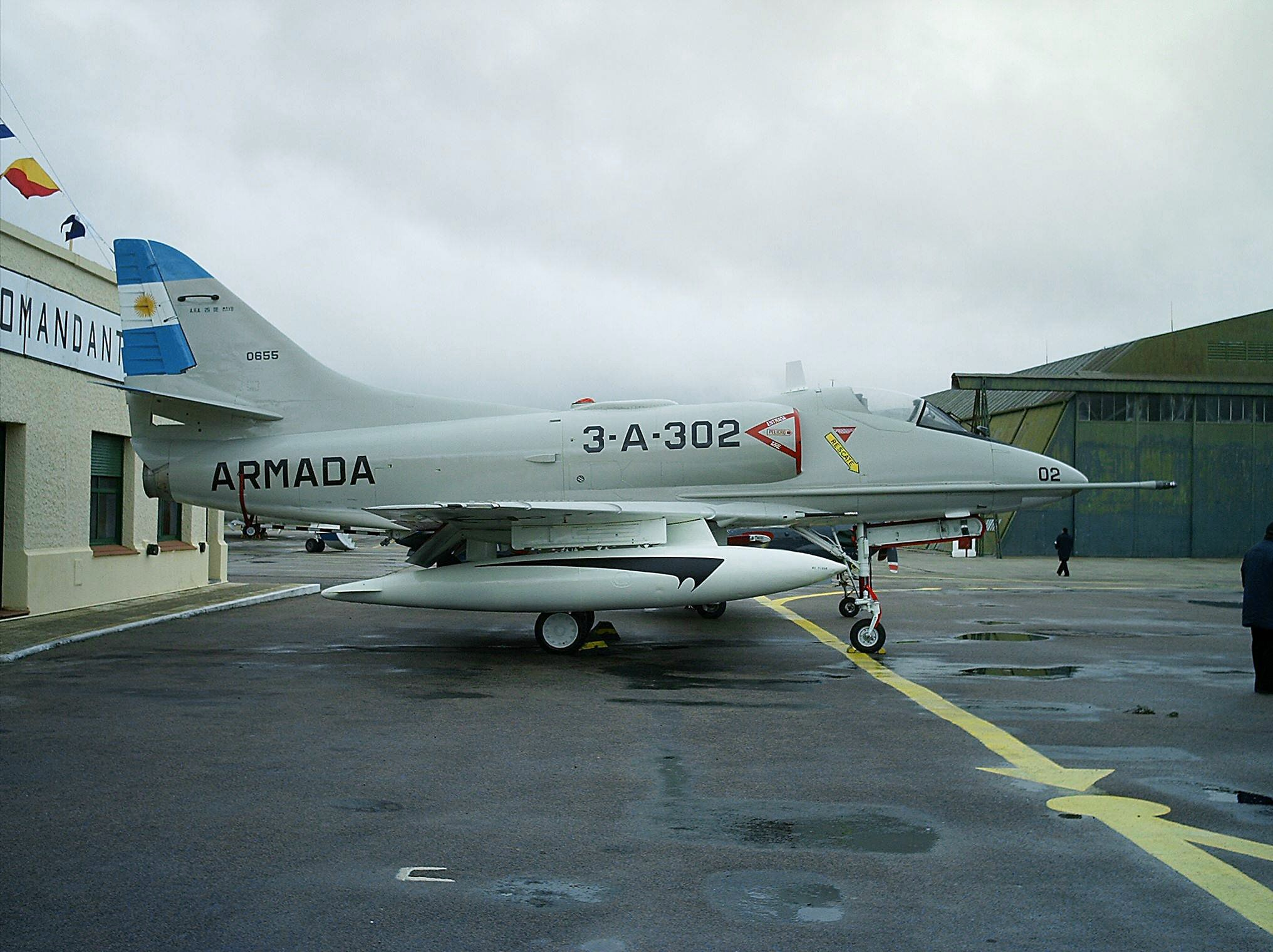
Un A-4Q (matricola 0655/3-A-202) di quelli in forza alla 3ra Escuadrilla Aeronaval de Caza y Ataque della Aviacíon Naval, dopo il restauro per la musealizzazione nel 2007

La Fuerza Aérea Sur necessitava di riorganizzazione dopo il forte logoramento di uomini e mezzi durante le estenuanti e pericolose missioni del primo giorno; le forze armate argentine inoltre erano ancora preoccupate per possibili attacchi diretti nemici contro il continente: furono captati segnali elettronici che sembravano indicare la presenza di aeromobili sconosciuti in volo e le città di Comodoro Rivadavia e Trelew furono oscurate precauzionalmente. L'alto comando argentino aveva pianificato nella notte tra il 21 e il 22 maggio una vasta azione aerea combinata che prevedeva l'intervento degli aerei della Aviacíon Naval contro la flotta britannica a San Carlos, mentre i reparti della Fuerza Aérea Argentina avrebbero dovuto concentrarsi contro gli obiettivi a terra: le difficoltà climatiche, l'usura delle forze e la mancanza di un adeguato controllo aereo non permisero di portare a termine questi piani. Dieci A-4 Skyhawk decollarono da San Julián e Río Gallegos tra le 14:00 e le 15:00 divisi nelle sezioni León, al comando del capitano Mario Cafaratti, e Chispa, al comando del capitano Carlos Varela, ma a causa di problemi tecnici e della copertura nuvolosa non riuscirono a individuare gli obiettivi e rientrarono entro le ore 18:15 senza risultati. Due missioni di caccia Mirage III furono ugualmente infruttuose.Gli argentini ricorsero spesso alla ricognizione aerea con pattugliatori Lockheed P2V Neptune oltre che con Boeing 707 e Learjet, per tenere sotto controllo i movimenti britannici, ma i primi dovettero essere infine accantonati per l'estrema usura e sostituiti da analoghi aerei brasiliani, due Embraer P-95 Bandeirulha che vennero incorporati a fine aprile e restituiti al termine delle operazioni.
Nel frattempo i britannici, secondo quanto programmato dallo stato maggiore di Woodward, avevano deciso di collaudare una nuova tattica che nei giorni successivi avrebbe dato risultati altalenanti: una accoppiata tra una fregata Type 22 (con il suo lanciamissili Sea Wolf per la difesa ravvicinata e a bassa quota) e un cacciatorpediniere classe Type 42 (con i Sea Dart e i radar Type 965 da scoperta distante per le alte quote). Il gruppo formato dalla Broadsword e dal Coventry fu denominato Type 64 (Type 22 + Type 42) e fu situato leggermente al largo delle isole, a nord-est, per non fare influenzare i radar dalle riflessioni provocate dalla terraferma, ma nessun aereo argentino fu avvistato; pertanto la Broadsword a sera scortò il Canberra e altre navi logistiche fuori dalla baia verso la squadra al largo, mentre il vecchio cacciatorpediniere HMS Glamorgan (classe County) prendeva il posto del danneggiato Antrim.
Durante la giornata un Boeing 707 da ricognizione, no. TC-92 del Grupo 1, De Transporte Aereo Escuadron II, fu rilevato al largo mentre sorvegliava il gruppo di rinforzo in arrivo dalla Gran Bretagna e facente capo alla HMS Bristol; la Cardiff ebbe ordine di rallentare e attaccarlo. La nave sparò due missili Sea Dart alle 11:40 (ora locale) dalla massima distanza; il primo finì il propellente prima di raggiungere l'aereo e il secondo lo mancò a causa delle manovre evasive del velivolo. Dopo l'attacco l'aereo scese sotto la quota di rilevamento radar e ritornò alla base di El Palomar, vicino a Buenos Aires.
In queste condizioni, il corpo di spedizione britannico poté agevolmente continuare le operazioni di sbarco di uomini e materiali ed estendere la testa di ponte; inoltre gli Harrier della RAF effettuarono una serie di missioni di attacco contro le truppe e i capisaldi argentini nell'isola Falkland orientale senza incontrare molte difficoltà. Due Harrier attaccarono anche, alle ore 08:23, nello stretto delle Falkland la nave guardacoste argentina ARA Río Iguazú che stava trasportando obici da 105 mm a Port Darwin. Gli argentini sostennero di aver danneggiato uno Harrier col fuoco delle mitragliatrici, ma i britannici non confermarono; la nave fu fatta arenare nella baia di Choiseul e distrutta dall'equipaggio.

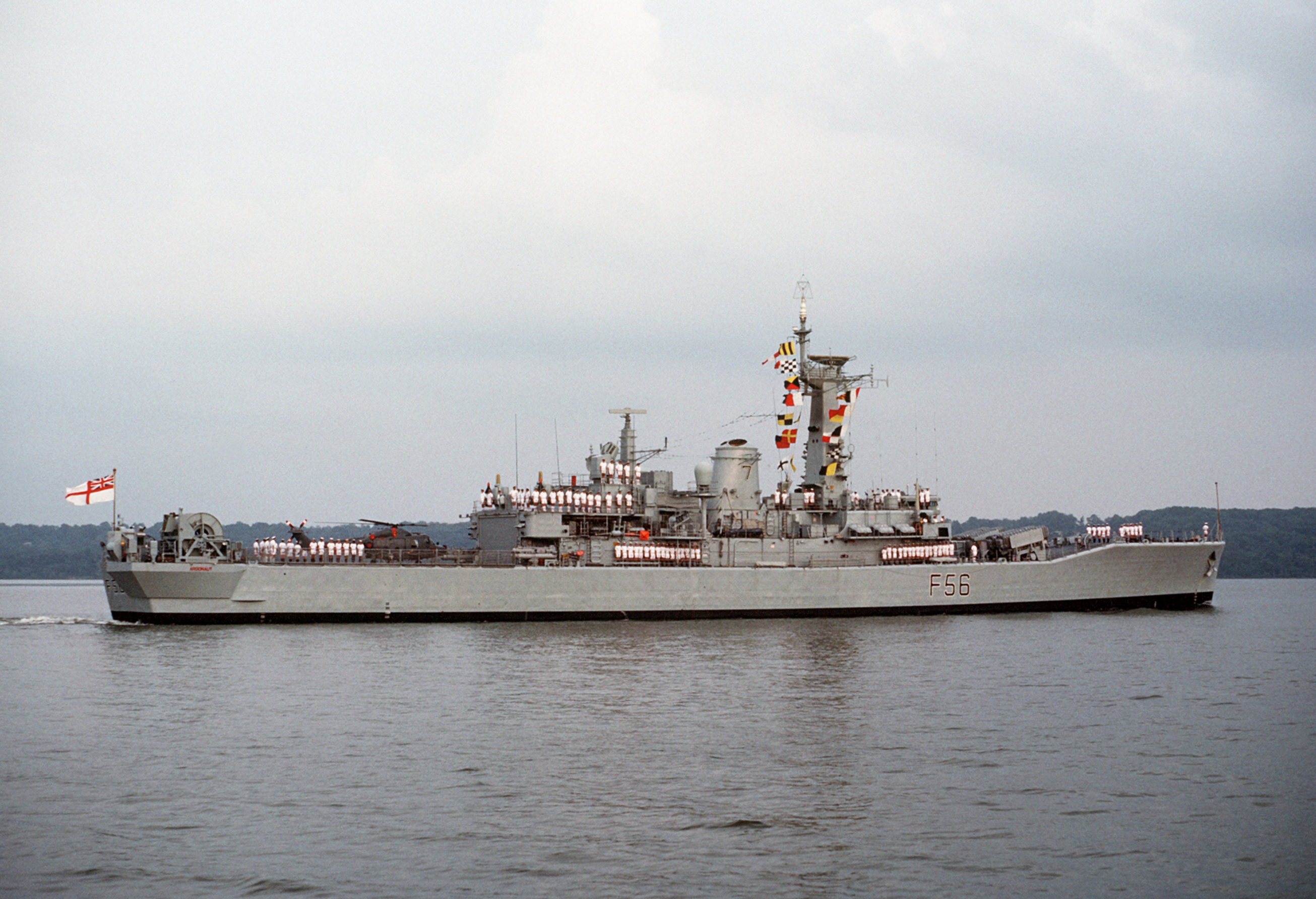
La Argonaut fu riparata dopo il conflitto ed è ritratta in questa foto del 1995

Intanto le navi danneggiate si erano spostate nell'ancoraggio per provvedere alle riparazioni: la Argonaut, il cui comandante Kit Layman aveva dichiarato «non possiamo muoverci, ma possiamo galleggiare e combattere», fu trainata di fianco alla fregata Plymouth per il disinnesco delle due bombe a bordo. Nel frattempo, l'equipaggio lavorò per il ripristino della propulsione e delle pompe, cercando di riparare le condutture rotte e di spurgare i generatori dall'acqua salata che vi era penetrata attraverso un serbatoio danneggiato; le falle furono turate con "materassi e buone cose in stile seconda guerra mondiale" ma l'equipaggio, ai posti di combattimento da settantadue ore, era stremato dalla fatica e non aveva energia elettrica. Il tenente Morgan, palombaro, fu inviato a ispezionare il deposito munizioni anteriore, con ancora i cadaveri degli addetti all'interno e una bomba ancora innescata tra i missili Sea Cat; finalmente l'equipaggio ripristinò i generatori ausiliari ma il comandante, considerando la nave ancora troppo esposta, la fece trainare da alcuni LCU guidati dal maggiore dei Marines Ewen Southby-Tailyour tra le navi da assalto anfibio. A quel punto una squadra di artificieri salì a bordo: la prima bomba fu disinnescata senza problemi, ma la seconda era all'interno del deposito dei missili e non poteva essere disarmata senza prosciugare il locale, per cui l'equipaggio si predispose a rappezzare la falla sotto la linea di galleggiamento e poi pompare fuori l'acqua; l'operazione sarebbe durata una settimana durante la quale la nave, immobile, contribuì comunque a respingere gli attacchi aerei con l'artiglieria di bordo. I sistemi Sea Cat non furono invece di alcuna utilità poiché rimasti senza missili.
I rinforzi arrivati in mattinata tamponarono i vuoti prodotti nelle scorte dagli attacchi del giorno precedente: con il cacciatorpediniere Exeter (un altro Type 42 ma con i più recenti aggiornamenti software), arrivarono anche due fregate Type 21, la HMS Ambuscade e la HMS Antelope, e una nave dispacci, la HMS Leeds Castle; durante la giornata, i caccia Sea Harrier delle due portaerei avevano totalizzato sessanta sortite di Combat Air Patrol, dieci in più del giorno precedente, e le riparazioni alla Glasgow e alla Argonaut avevano ripristinato parte della loro operatività. La task force aveva creato una zona, denominata TRALA (Tug, Repair And Logistics Area - Area rimorchiatori, riparazioni e logistica) al di fuori della zona di esclusione marittima, dove venivano raggruppate tutte le navi non necessarie presso la squadra o in area di sbarco e dove venivano riparate o rifornite le altre navi; tra queste unità si trovavano anche varie navi civili per usi speciali, come la Stena Seaspread o la Stena Inspector (che sarebbe stata più tardi acquistata dalla Royal Navy), in grado di riparare motori in mare, effettuare saldature ad arco e movimentare grossi elementi strutturali. Questo permise operazioni anche relativamente complesse senza dover rimandare in Inghilterra le navi, dov'era la base più vicina, essendo quella di Simonstown in Sud Africa già stata dismessa e restituita alla South African Navy.

### 23 maggio
Il 23 maggio, domenica, i gruppi aerei argentini ripresero gli attacchi contro le forze nemiche nella baia di San Carlos; di fronte al consolidamento delle truppe britanniche sul terreno era ormai importante colpire anche le truppe sbarcate. Per coordinare meglio le operazioni, in questa giornata fu decisa finalmente l'attivazione a Comodoro Rivadavia di un comando unificato CEOPECON (Central de Operaciones Conjuntas) sotto il controllo del generale Osvaldo García, dell'ammiraglio Juan Lombardo e del generale Conrado Weber. La Fuerza Aerea Sur effettuò il 23 maggio oltre quaranta missioni aeree ma, a causa di problemi di collegamento e identificazione e della ristrettezza del tempo a disposizione dei piloti argentini sui cieli delle isole, solo sette aerei riuscirono a individuare gli obiettivi e sferrare gli attacchi. Le missioni dei piloti argentini divennero ancora più pericolose a causa della presenza sul terreno intorno alla baia di San Carlos delle prime batterie anti-aeree di missili Rapier, rapidamente schierate dalle truppe britanniche del generale Thompson: per evitare la minaccia di questi missili, i piloti degli A-4 Skyhawk dovettero studiare rischiose manovre evasive di disimpegno con virate strette alla massima accelerazione.
Durante la notte il vento aveva girato in direzione sud, spazzando via la nebbia al largo della costa argentina. I britannici iniziarono la giornata con una pattuglia di Harrier, che localizzò su una pista a terra nell'isola di West Falkland un elicottero Bell UH-1 Iroquois Huey e due Aérospatiale SA 330 Puma, distruggendoli a cannonate; poi l'elicottero Lynx della fregata Antelope attaccò con un missile Sea Skua una nave da trasporto argentina, infliggendole danni gravi; infine le fregate Brilliant e Yarmouth intrappolarono e costrinsero ad arenarsi la nave Monsunen, che portava rifornimenti.

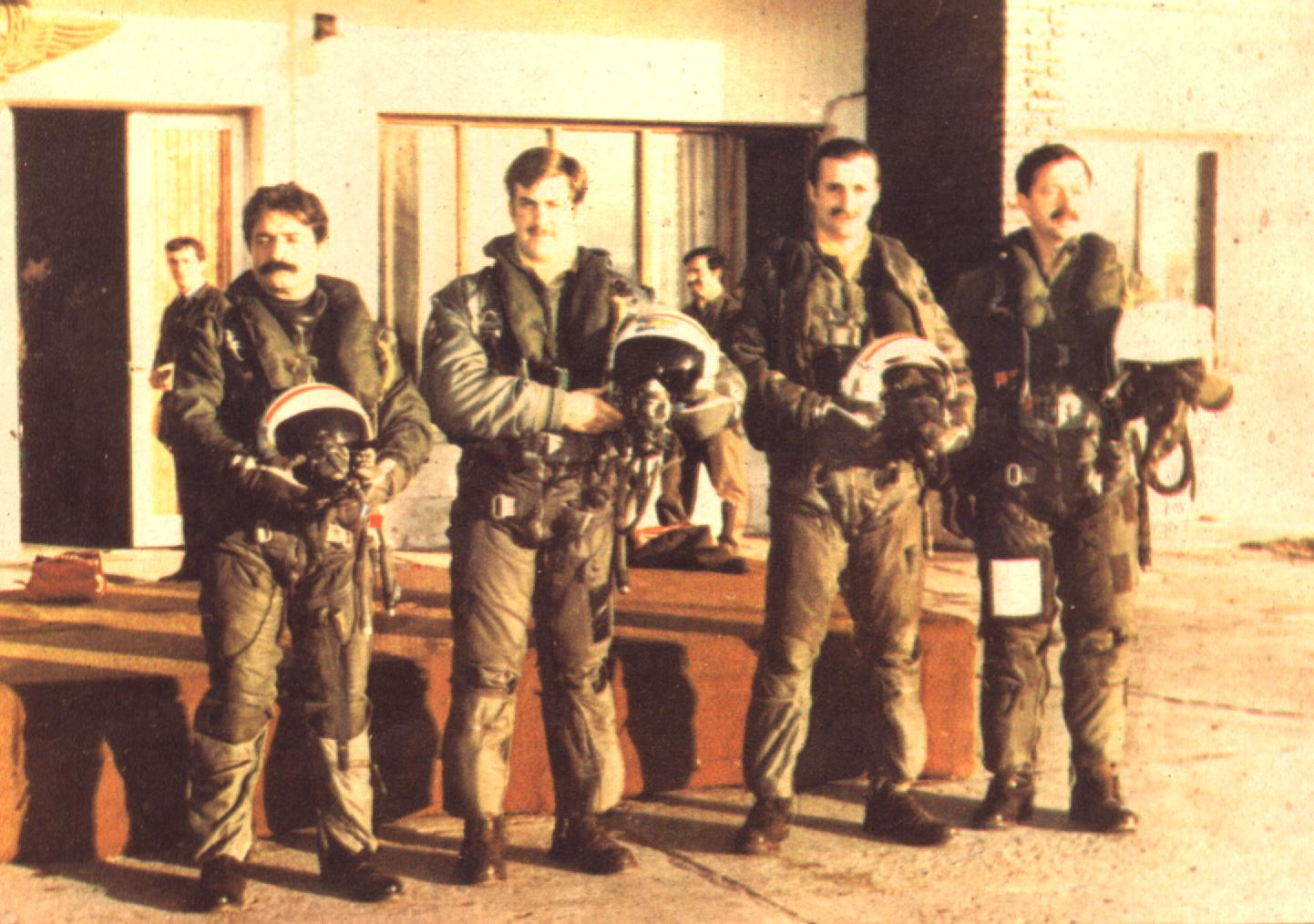
Quattro piloti argentini di A-4 Skyhawk, da sinistra: il tenente Carlos Cachón, il sottotenente Jorge Barrionuevo, il tenente Carlos Rinke e il tenente Mariano Velasco

Tra le ore 08:45 e le 09:05 la Fuerza Aérea Argentina fece decollare due sezioni di IAI Dagger e due sezione di A-4 Skyhawk che, tuttavia, non riuscirono a portare a termine la loro missione; le sezioni Puma, guidata dal capitano Amilcar Cimatti, e Potro, diretta dal capitano Carlos Moreno, non trovarono gli obiettivi a causa delle condizioni meteorologiche e rientrarono a Río Grande entro le ore 10:15. Una parte della sezione Lanza invece si unì alla sezione Tejo del capitano Jorge Bergamaschi e raggiunse alle 10:02 i cieli di San Carlos, ma gli A-4 non riuscirono a individuare le navi e ritornarono a Río Gallegos alle ore 11:02.
La seconda ondata di attacchi argentini prese il volo da Río Gallegos alle ore 12:00: la sezione Truen era guidata dal capitano Hugo Palaver, che tuttavia dovette abbandonare la formazione per problemi tecnici, mentre gli altri due A-4 Skyhawk proseguirono la missione e si unirono ai due aerei superstiti della sezione Nene del capitano Pablo Carballo. I quattro velivoli argentini, guidati dal capitano Carballo, dai tenenti Luciano Guadagnini e Carlos Rinke e dal sottotenente Hugo Gómez, mancarono il contatto con il KC-130 Hercules che doveva rifornirli in volo ma continuarono ugualmente la missione ed entrarono nello stretto da sud dove individuarono un elicottero Lynx nei pressi della baia di San Carlos (che segnalò al centro di controllo antiaereo il loro arrivo) e si divisero in due sezioni. La prima coppia di aerei argentini sorvolò l'isola occidentale prima di virare e discendere verso la baia da nord, a circa due miglia dalla Antelope; il capitano Carballo e il sottotenente Hugo Gómez attaccarono per primi ma incapparono nell'intenso fuoco antiaereo proveniente dalle fregate Antelope e Broadsword. Il capitano Carballo venne preso di mira da un missile Sea Cat che esplose nelle vicinanze del suo aereo provocando danni; il capitano riuscì a evitare il disastro e mantenne il controllo dell'aereo, ma dovette abbandonare la missione e rientrare alla base. Invece il sottotenente Gómez riuscì a sferrare il suo attacco e sganciò una bomba da 1 000 libbre che colpì la Antelope, senza esplodere, a prua sul ponte 2. Durante il rientro, alle 09:45, il capitano Carballo, che aveva perso il suo compagno sopra San Carlos e con l'aereo danneggiato, vide un aereo di tipo sconosciuto con una livrea scura; preparatosi ad attaccare, desistette all'ultimo secondo riconoscendo la bandiera argentina sull'impennaggio di coda ed evitando di abbattere uno dei due Embraer che in quel momento era in ricognizione, pilotato dal capitano di corvetta Fortini; il Bandeirante, bimotore a turboelica, aveva una sagoma assolutamente non familiare per i piloti argentini essendo entrato in linea da troppo poco.

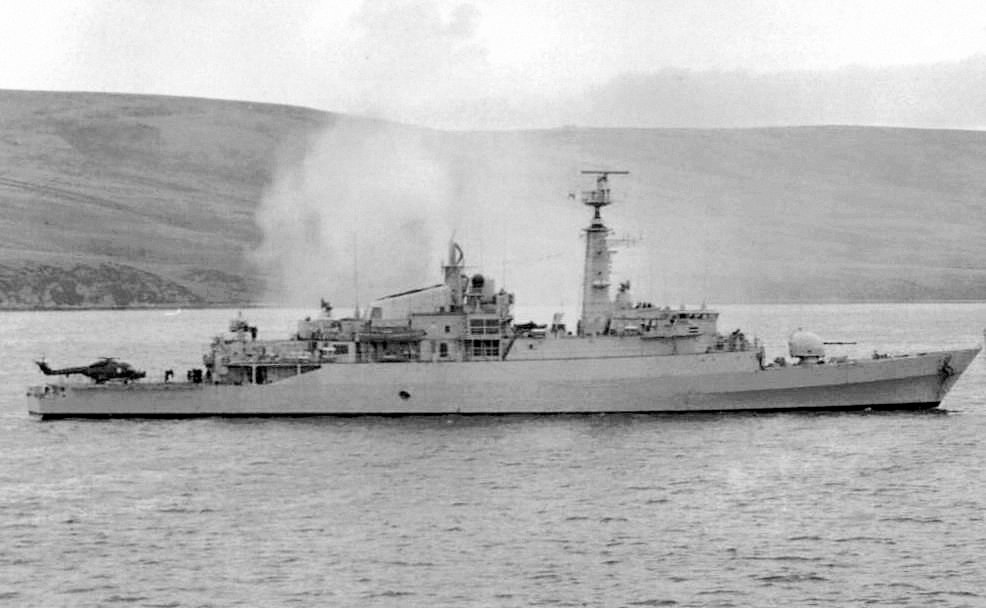
La fregata Antelope si spezzò in due tronconi e affondò il mattino del 24 maggio, dopo la catastrofica esplosione delle due bombe messe a segno dai piloti argentini negli attacchi del 23 maggio

La successiva coppia di Skyhawk arrivò dopo pochi secondi e iniziò la manovra, resa estremamente rischiosa a causa del crescente fuoco antiaereo proveniente dalle navi e dalle colline sopra Fanning Harbour; il tenente Guadagnini si diresse contro la Antelope mentre il tenente Rinke attaccò la Broadsword. Il tenente Guadagnini entrò con grande coraggio con il suo A-4 nell'area di maggior intensità di contrasto antiaereo: il giovane pilota argentino subì colpi all'ala destra da parte del cannone da 20 mm posto sul lato di dritta della fregata ma riuscì in un primo momento a mantenere il controllo del suo aereo e mise a segno una bomba da 1 000 libbre sulla fregata britannica, che penetrò a mezza nave sul ponte 2 (nella mensa sottufficiali, sotto il ponte di comando) senza esplodere. Il velivolo era però poco controllabile, il tenente non riuscì a risalire in quota e si schiantò contro l'albero di poppa della Antelope a oltre 400 nodi di velocità (740 km/h). Il pilota argentino morì nell'impatto, mentre i tre superstiti furono in grado di rientrare a Río Gallegos entro le ore 15:30; sulla nave un membro del personale di mensa morì e due marinai rimasero feriti. La nave affrontò comunque l'attacco aereo successivo.
Le successive ondate di attacco degli aerei argentini, la sezione Plata del tenente José Vázquez e la sezione Oro del capitano Eduardo Almoño, formate da aerei A-4 decollati da San Julián alle ore 11:30, non incontrarono il KC-130 Hercules per effettuare il rifornimento in volo e quindi rientrarono alla base entro le ore 13:30 senza aver completato la loro missione.
Anche il Comando de Área Naval Austral prese parte agli attacchi del 23 maggio: alle ore 12:30 decollarono quattro A-4 Skyhawk della 3ª Escuadrilla de Caza y Ataque guidati dai capitani di corvetta Rodolfo Castro Fox e Carlos María Zubizarreta, e dai tenenti di vascello Marco Benítez e Carlos Oliveira; quest'ultimo pilota dovette rinunciare alla missione per problemi nel rifornimento in volo, ma gli altri tre aerei proseguirono e raggiunsero la baia di San Carlos passando da nord. Secondo i rapporti dei piloti argentini, il capitano Castro Fox avrebbe sganciato quattro bombe da 500 libbre su un cacciatorpediniere mentre il tenente Benítez avrebbe colpito una fregata, probabilmente la Antelope; invece il capitano Zubizarreta non riuscì a rilasciare i suoi ordigni e rimase ucciso per un incidente durante la fase di atterraggio. Degli otto Skyhawk entrati nella baia secondo i britannici nessuno fu abbattuto, ma diversi probabilmente vennero danneggiati dall'intenso fuoco di contraerea delle navi e dei Rapier da terra. La fregata Yarmouth fu una delle navi che sostennero il grosso degli attacchi, ma senza riportare danni.

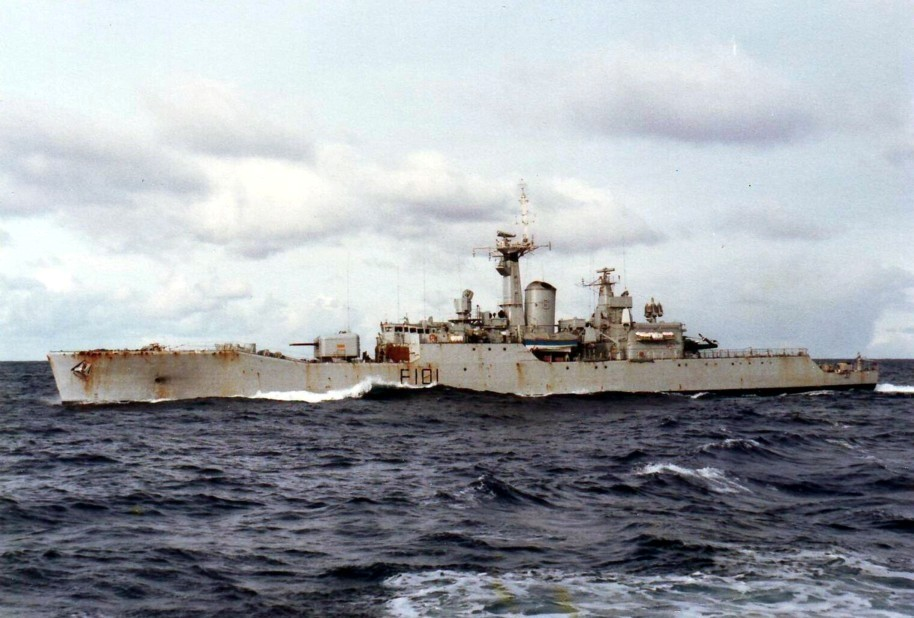
La fregata Yarmouth durante la guerra delle Falkand

Alle 14:30 la fregata Antelope raggiunse l'area riparata della baia di San Carlos, affiancandosi alla Broadsword per tentare di disinnescare le due bombe inesplose che aveva a bordo; a questo scopo si era imbarcata l'unica squadra di artificieri dell'esercito presente nell'area, con lo staff sergeant Prescott e il warrant officer (equivalente a maresciallo) Phillips, che riuscì a rendere la prima bomba inoffensiva. Il tentativo di disinnescare la seconda ne provocò invece il catastrofico scoppio: si sviluppò un incendio incontrollabile, i danni strutturali furono assai gravi, un artificiere morì sul colpo e il secondo rimase gravemente ferito; al mattino del 24 maggio la fregata si spezzò in due tronconi e affondò rapidamente.
Gli IAI Dagger effettuarono alcune missioni aeree nel pomeriggio verso la baia di San Carlos; alle ore 14:20 decollarono dalla base di Río Grande la sezione Daga guidata dal capitano Cimatti, la sezione Puñal del maggiore Carlos Martinez, e la sezione Coral del capitano Dimeglio, ma non raggiunsero alcun successo. Gli aerei della sezione Daga ritornarono alla base alle ore 16:20 senza aver individuato i bersagli, mentre i Dagger del capitano Dimeglio si limitarono a sferrare alcuni attacchi contro le truppe britanniche a terra. La sezione Puñal invece fu intercettata dalla pattuglia di Sea Harrier del capitano Andy Auld e del tenente Martin Hale: gli aerei argentini sganciarono il carico e cercarono di disimpegnarsi e fare ritorno alla base, ma l'aereo del tenente Ricardo Volponi fu distrutto da un missile lanciato dal tenente Hale e il pilota argentino rimase ucciso.
A sera, nonostante le forti perdite inflitte agli argentini, come dichiarò in seguito il direttore di tiro di un cacciatorpediniere britannico, "il morale era arrivato al punto più basso". Il contrammiraglio Woodward ebbe una lunga conversazione via radio criptata con i suoi comandanti anziani, che suggerivano soluzioni più aggressive; in particolare il capitano Black della portaerei Invincible e il capitano Coward della Brilliant invitarono ad avvicinare la squadra entro le 50 miglia dalle isole per allungare la durata delle CAP (Combat Air Patrol) degli Harrier che era di soli 20 minuti, ma Woodward ritenne che la salvezza delle portaerei fosse priorità assoluta: perderne anche solo una avrebbe significato non poter garantire più la copertura aerea e la fine della missione. Il capitano Hart-Dyke del Coventry propose di porre la sua nave tra le isole e la costa, per sfruttare appieno le potenzialità del radar e del sistema missilistico Sea Dart, ma Woodward ritenne che in caso di danni gravi la nave e l'equipaggio sarebbero stati fuori da ogni possibilità di recupero e non diede l'assenso all'operazione, continuando ad affidarsi alla trappola sotto costa costituita dalle coppie Type 22-Type 42, che il giorno dopo sarebbe stata affidata alla Broadsword e alla Coventry.
Alle 22:00, una sezione di quattro Sea Harrier fu inviata dalla Invincible a bombardare l'aeroporto di Stanley, ma uno dei piloti, disorientato, precipitò in mare morendo nell'esplosione dell'aereo; la Brilliant, il cui comandante Coward era anche amico personale del pilota capitano di fregata Gordon Batt, lo cercò per tutta la notte senza esito.

### 24 maggio
Nonostante gli strenui sforzi dei piloti argentini, il comando della Fuerza Aerea Sur considerava con pessimismo l'evolversi della situazione: era dell'opinione che ormai la testa da sbarco britannica fosse solidamente stabilita e che importanti difese antiaeree fossero in posizione sul terreno; si ritenne preferibile tuttavia, per intralciare l'ampliamento della testa di ponte e cercare ancora di far fallire l'invasione, continuare ad attaccare in prevalenza le forze navali britanniche presenti nella baia di San Carlos e in particolare le navi da trasporto e logistiche che rifornivano le truppe a terra. In realtà i tenaci attacchi degli aerei argentini e le importanti perdite subite preoccupavano il comando aeronavale britannico, e si ritenne pertanto essenziale potenziare ulteriormente le difese antiaeree e migliorare il sistema di allarme e controllo dello spazio aereo sulla baia di San Carlos. Secondo quanto deciso il giorno prima, il contrammiraglio Woodward prese quindi la decisione di trasferire verso nord, all'imbocco dello stretto tra le due isole principali delle Falkland, il cacciatorpediniere Coventry e la fregata Broadword con la missione di individuare e segnalare tempestivamente l'arrivo di aerei nemici da quella direzione e di affrontarli con i loro moderni sistemi missilistici, ancor prima che essi potessero irrompere nella baia e colpire la flotta da sbarco. Proprio dal Coventry fu rilevato un grosso bersaglio, un Boeing 707 in ricognizione, ma quando gli operatori tentarono di lanciare un missile Sea Dart le porte dalle quali venivano caricate le rampe lanciamissili non si aprirono, a causa delle incrostazioni saline. Si tentò di sbloccarle con dei martelli ma il bersaglio si era già allontanato troppo.

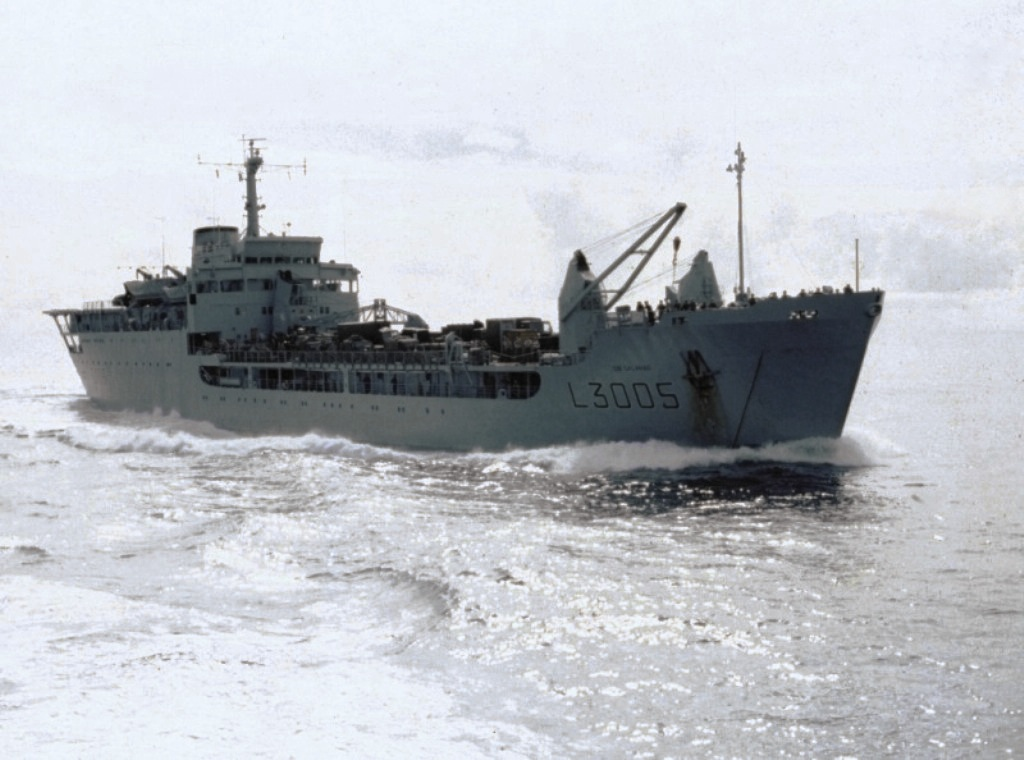
La nave d'assalto Sir Galahad il 24 maggio 1982 fu colpita da una bomba inesplosa

Il comando aereo argentino riprese quindi le sue incursioni sull'area dello sbarco; per raggiungere risultati decisivi, si cercò di concentrare un maggior numero di aerei e tra le ore 10:15 e le ore 11:30 del 24 maggio gli scontri aeronavali furono particolarmente violenti: la Fuerza Aerea Argentina mise in volo venti aerei d'attacco in 75 minuti. Da Río Gallegos decollarono gli A-4 Skyhawk della sezione Chispa e della sezione Nene; un aereo della sezione Chispa dovette rinunciare alla missione per problemi tecnici ma gli altri cinque velivoli raggiunsero le isole da sud e alle ore 10:15 attaccarono la baia di San Carlos da est. I tenenti Mario Roca e Hector Sanchez della sezione Nene concentrarono i loro attacchi contro le navi d'assalto Sir Galahad e Sir Lancelot e, nonostante l'intensa reazione delle difese antiaeree terrestri britanniche, riuscirono a colpire con una bomba (rimasta inesplosa) la prima unità.
Nei minuti successivi, tra le ore 11:02 e le ore 11:07, arrivarono nei cieli della baia di San Carlos tre sezioni successive di IAI Dagger decollate dalle basi di San Julián e Río Grande; i primi ad attaccare furono i quattro aerei della sezione Azul guidati dal capitano Horacio Mir Gonzales, che secondo gli argentini riuscirono a colpire la nave da sbarco Sir Bedivere. I britannici invece registrarono oltre alla bomba inesplosa sulla Sir Galahad due bombe, entrambe inesplose, sulla Sir Lancelot, con l'equipaggio in buona parte civile (le navi logistiche non appartengono alla Royal Navy ma alla Royal Fleet Auxiliary) che abbandonò le navi con una fretta che alcuni ufficiali della Royal Navy ritennero "indecorosa"; i problemi di funzionamento degli ordigni degli aerei argentini persistevano e anche questa bomba non detonò. La reazione delle difese britanniche fu violenta e gli aerei argentini ricevettero pesante fuoco antiaereo e furono anche attaccati da caccia Sea Harrier. La sezione Azul riuscì a disimpegnarsi e rientrare alla base ma la successiva sezione Oro, del maggior Luis Puga, fu intercettata da una pattuglia di Sea Harrier dello Squadron 800 a nord dello stretto dopo essere stata individuata dal radar della fregata Broadsword, che agiva da Anti Air Warfare Controller (controllore delle azioni antiaeree); i piloti britannici, capitano Andy Auld e tenente Dave Smith, abbatterono con missili Sidewinder i tre Dagger argentini: il tenente Carlos Castillo rimase ucciso, mentre il capitano Raul Diaz e il maggior Luis Puga riuscirono a eiettarsi e furono successivamente recuperati da imbarcazioni argentine. Il pensiero che il tenente Auld ebbe in quel momento fu che le forze aeree argentine non avrebbero potuto sopportare quel tasso di perdite ancora a lungo, ma anche i piloti britannici erano decisamente usurati, con almeno sei ore al giorno passate ai comandi e turni di allerta notturni passati spesso negli abitacoli sul ponte di volo per possibili attacchi aerei avversari. Gli equipaggi di bordo mantenevano un tasso di disponibilità dei velivoli dell'80%, molto alto in quelle condizioni, ma gli aerei facevano fino a sei sortite da novanta minuti ogni giorno; nessun aereo era andato perso in duelli, ma quattro per incidenti e tre per il fuoco dell'antiaerea.
Contemporaneamente, dalle ore 11:04, arrivarono sui cieli della baia gli IAI Dagger della sezione Plata del capitano Jorge Dellepiane, ma la reazione antiaerea da terra e dalle navi fu intensa e i velivoli argentini poterono solo effettuare inefficaci attacchi alle imbarcazioni; alcune bombe colpirono dei depositi di combustibile sulla costa. Dopo le incursioni senza risultati della sezione Halcón, costituita da tre A-4 Skyhawk decollati da San Julián al comando del capitano Jorge Pierini che riuscirono a rientrare alla base nonostante gli attacchi dei Sea Harrier, alle ore 11:30 raggiunse infine San Carlos la sezione Jaguar formata da altri tre A-4 guidati dal tenente José Vázquez; secondo le fonti argentine i tre aerei del tenente Vázquez, del sottotenente Guillermo Martínez e del tenente Jorge Bono riuscirono a evitare l'intercettazione delle pattuglie di caccia britannici e attaccarono le navi nella baia: i tre apparecchi ricevettero pesante fuoco antiaereo ma colpirono la fregata Arrow che apparentemente subì importanti avarie. Il ritorno alla base dei tre aerei della sezione Jaguar fu drammatico: gli A-4 avevano subito danni e perdevano combustibile dai serbatoi; l'aereo del tenente Bono precipitò in mare e il pilota perse la vita, mentre gli altri due Skyhawk poterono rientrare alla base alle ore 13:00 solo grazie all'intervento di una aerocisterna KC-130 Hercules, che rifornì continuamente di combustibile i due velivoli. L'aereo del tenente Vazquez rimase costantemente connesso per tutto il volo di ritorno all'aerocisterna, da cui ricevette un flusso continuo di carburante per sostituire le perdite dovute al danneggiamento dei serbatoi: il KC-130 Hercules trasferì all'A-4 Skyhawk circa 22 800 litri di carburante durante il ritorno, fino al rientro a San Julían.
Gli argentini colpirono con i cannoni la Fearless e la Sir Galahad, che ebbe un incendio sul ponte veicoli, ma i due A-4 superstiti subirono comunque danni talmente gravi da non rientrare in servizio; durante l'attacco dalla sola Norland furono sparati da fucili e mitragliatrici leggere 1 200 cartucce da 7,62 mm, e un Rapier esplose vicino a un A-4. Le perdite dei Dagger erano di dieci aerei sui ventisette a disposizione, oltre un terzo della forza; quello che per i britannici era The bomb alley per gli argentini era diventato la valle de la muerte.

### 25 maggio
Il 25 maggio 1982, giorno della festa nazionale argentina, la Fuerza Aerea Sur era determinata a celebrare la festività con una vittoria e sferrò una nuova serie di ostinati attacchi contro la task force britannica nelle acque della baia di San Carlos; per la prima volta le operazioni erano coordinate dalla struttura di comando superiore della CEOPECON (Central de Operaciones Conjuntas) e furono favorite dal tempo generalmente soleggiato e poco nuvoloso, con visibilità buona sia nelle basi aeree patagoniche sia sulle isole Falkland. Per ridurre in parte la minaccia delle pattuglie aeree di protezione dei Sea Harrier britannici, un Bombardier Learjet 45 avrebbe operato al largo delle coste argentine fungendo da sentinella, per segnalare tempestivamente l'arrivo dei caccia nemici e coordinare meglio gli attacchi aeronavali.
Dall'altra parte, il contrammiraglio Woodward avrebbe desiderato spostare un sottomarino (preferibilmente il HMS Conqueror) verso sud, per rilevare l'eventuale uscita della portaerei ARA Veinticinco de Mayo col suo gruppo aereo e affondarla, ma il quartier generale di Northwood negò il permesso, con ragione come poi ammise lo stesso Woodward. Un ulteriore colpo alla difesa antiaerea britannica arrivò dalla perdita del Glasgow: il cacciatorpediniere Type 42, già danneggiato da una bomba e rappezzato alla meglio in mare nella zona TRALA, perse definitivamente uno dei suoi motori diesel per un danno irreparabile in mare e si avviò verso la Gran Bretagna. Woodward cercò comunque di minimizzare i rischi per le portaerei, disponendo il gruppo da battaglia in mare a nord est delle Falkland secondo una triplice linea di difesa, con i cacciatorpediniere Type 42 più avanzati a ovest verso la costa argentina, poi le fregate Type 21 e 22, infine a est una linea con le portaerei; alla Hermes assegnò inoltre una fregata Type 22 per la protezione ravvicinata, in quanto non aveva il sistema lanciamissili Sea Dart come la Invincible. Alla estremità nord della linea, la più lontana dalla base argentina di Río Gallegos, si trovavano alcuni mercantili e navi logistiche; l'ultima di loro era la Atlantic Conveyor, che aveva appena recato di rinforzo alle portaerei quattordici Harrier, portati dall'Inghilterra: la nave ospitava ancora i pesanti elicotteri Chinook e cinque Westland Wessex.

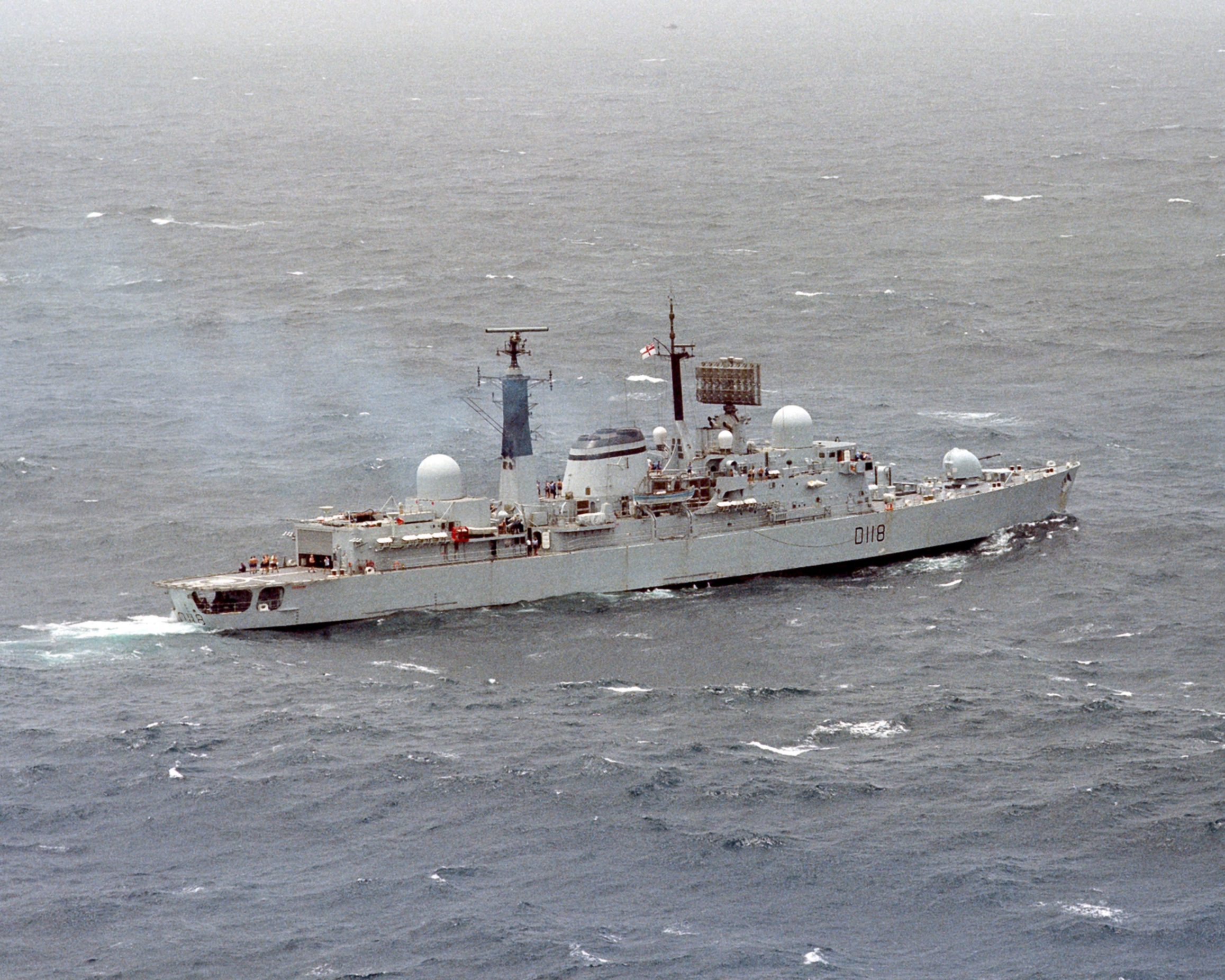
Il cacciatorpediniere Coventry fu affondato il pomeriggio del 25 maggio 1982 dalle bombe lanciate dal tenente Mariano Velasco e dal sottotenente Jorge Barrionuevo

I primi aerei a decollare furono quattro A-4 Skyhawk delle sezioni Marte e Paris guidata dal capitano Hugo Palaver e dal tenente Vicente Autiero che partirono da Río Gallegos alle ore 08:00, ora di Buenos Aires. Due cacciabombardieri ebbero problemi e solo il capitano Palaver e il tenente Daniel Galvez proseguirono per le isole, dove incontrarono subito la nave ospedale Uganda che non attaccarono; quindi sorvolarono Goose Green, dove furono fatti oggetto di fuoco da terra, ed effettuarono una ricerca entrando nello stretto di San Carlos da nord. Qui si trovavano ancora, in navigazione di copertura, il cacciatorpediniere antiaereo Coventry e la fregata Broadsword: un missile Sea Dart sparato dal Coventry colpì e distrusse lo A-4 del capitano Palaver, che rimase ucciso, mentre il tenente Galvez rientrò in salvo entro le ore 11:00 a Río Gallegos.
Il sistema di sbarramento antiaereo organizzato dal contrammiraglio Woodward con il cacciatorpediniere Coventry e la fregata Broadsword si dimostrò efficace anche contro la seconda ondata d'attacco argentina, e questo nonostante le navi fossero posizionate troppo sottocosta per massimizzare l'efficacia dei radar di scoperta; tale decisione era stata presa dal comandante Canning della Broadsword, più anziano in grado del capitano Hart-Dyke, per avere un collegamento radio ottimale con la nave responsabile del coordinamento antiaereo a San Carlos. Dopo mezzogiorno arrivarono nella baia di San Carlos altri quattro Skyhawk decollati da San Julián alle ore 11:30; la sezione Toro, guidata dal capitano Jorge García, si trovò di fronte a una violenta reazione antiaerea da parte delle navi britanniche: l'aereo del tenente Ricardo Lucero fu colpito da un missile Sea Cat lanciato dalla fregata Yarmouth, il pilota dovette lanciarsi e fu preso prigioniero dalla nave britannica Fearless; nel frattempo gli altri tre A-4 sganciarono le loro bombe contro la fregata HMS Avenger, che da pochi giorni aveva raggiunto le acque della baia. La nave britannica subì qualche lieve danno, ma nella fase di disimpegno l'aereo del capitano García fu colpito da un missile Sea Dart lanciato dal cacciatorpediniere Coventry: il velivolo fu abbattuto e l'ufficiale argentino rimase ucciso. I due aerei superstiti della sezione Toro riuscirono, nonostante problemi di carburante, a rientrare alla loro base alle ore 14:30 locali.
Il comando aereo argentino era a conoscenza della posizione di due navi nemiche a nord dello stretto delle Falkland e dell'azione antiaerea del cacciatorpediniere Coventry e della fregata Broadsword; il capitano Palaver aveva fornito precise informazioni via radio prima di essere abbattuto. Dalla base di Río Gallegos decollarono alle ore 14:00 locali altre due sezioni di A-4 Skyhawk del Grupo 5 de Caza per eliminare lo sbarramento navale britannico, la sezione Vulcano guidata dal capitano Pablo Carballo e la sezione Zeus del tenente Mariano Velasco. Due aerei d'attacco dovettero rinunciare alla missione per problemi tecnici e quindi solo quattro Skyhawk si diressero sugli obiettivi divisi in due coppie; il capitano Carballo e il tenente Carlos Rinke giunsero alle ore 15:20 passando a nord dell'isola Pebble (isla Borbón), subito seguiti dagli aerei del tenente Velasco e del sottotenente Jorge Barrionuevo, che invece avevano seguito la rotta attraverso le isole Passage (islas del Pasaje) a ovest della Falkland occidentale.

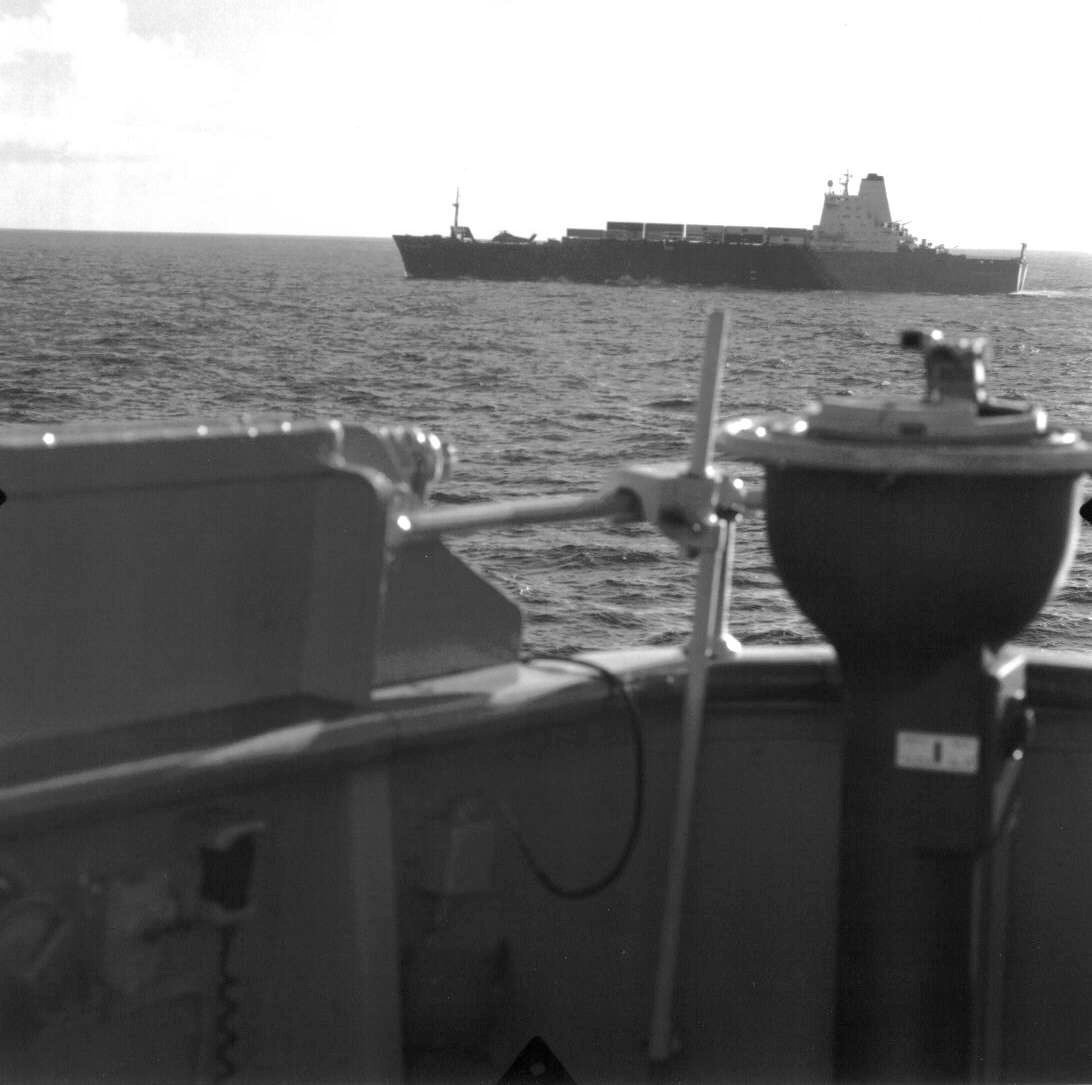
La nave Atlantic Conveyor al largo delle isole Falkland

I primi aerei ad attaccare furono gli Skyhawk del capitano Carballo e del tenente Rilke che si lanciarono contro la fregata Broadsword, che in quel momento navigava di conserva con il Coventry a una velocità di crociera di 12 nodi che fu subito spinta al massimo non appena i velivoli furono avvistati. L'azione dei piloti argentini fu favorita dall'assenza dei Sea Harrier di protezione, che erano stati ritirati per consentire alla fregata di ingaggiare con sicurezza gli A-4; inoltre il radar del Coventry non riuscì a individuare in tempo gli aerei nemici che volavano, a bassa quota, a quasi 1000 chilometri orari. Infine il sistema missilistico Sea Wolf della fregata ebbe dei problemi di funzionamento: accadde infatti che il suo computer di controllo tiro, mentre cercava di decidere quale ingaggiare tra due bersagli vicini, si azzerò lasciando la difesa della nave ai soli cannoncini a tiro rapido. L'equipaggio allo scoperto si appiattì sul ponte aspettando l'impatto mentre gli specialisti cercavano di riavviare il sistema. Il capitano Carballo riuscì a colpire la fregata con una bomba che centrò la piattaforma dell'elicottero Sea Lynx e innescò un piccolo incendio a bordo, prima di rimbalzare in mare senza esplodere; i due piloti argentini della sezione Vulcano si disimpegnarono sotto il fuoco di reazione della nave nemica e l'aereo del capitano Carballo subì danni a un serbatoio di carburante. Subito dopo arrivarono anche gli aerei del tenente Velasco e del sottotenente Barrionuevo, che attaccarono il cacciatorpediniere Coventry: la nave britannica manovrò per presentare la prua al nemico e minimizzare la sagoma visibile e lanciò alcuni missili Sea Dart, che tuttavia furono evitati dagli aerei argentini; così facendo, però, si interpose tra questi e la Broadsword che non poté quindi utilizzare i suoi missili pur avendo con successo riavviato il sistema. Subito dopo il Coventry virò di nuovo per portare in azione i cannoni antiaerei e il cannone da 114 mm, lanciò per la seconda volta i missili dopo aver trovato una soluzione di tiro, ma ancora senza esito. Il comandante della Broadsword era in collegamento radio con il contrammiraglio Woodward, quando vide il cacciatorpediniere attraversare la sua traiettoria di tiro, e come riferì questi dapprima disse: "Un momento, ammiraglio", e poi semplicemente: "O mio Dio". I due piloti argentini della sezione Zeus riuscirono, nonostante l'intenso fuoco di cannoncini e armi leggere, a portare a termine il loro attacco: tre bombe da 454 chilogrammi esplosero sul lato di sinistra del cacciatorpediniere, provocando danni gravissimi soprattutto alla sala operativa, nella sala motori anteriore, dove rimasero uccisi nove uomini; quindi il tenente Velasco e il sottotenente Barrionuevo rientrarono in salvo a Río Gallegos dove giunsero alle ore 16:21. A bordo del Coventry si svilupparono rapidamente incendi incontrollabili e la nave affondò in pochi minuti; diciannove marinai britannici morirono mentre il comandante della nave, capitano Hart-Dyke, e il resto dell'equipaggio furono evacuati in tempo dagli elicotteri Wessex e Sea King, inviati da ogni nave presente; uno di essi atterrò sullo scafo rovente della nave per prelevare alcuni uomini e l'equipaggio aiutò Hart-Dyke, semicongelato, a salire su un Wessex che lo lasciò sulla Broadsword. In totale 283 uomini furono tratti in salvo, la maggioranza ripartì con la RFA Fort Austin la stessa sera per la Gran Bretagna, mentre i feriti furono trasferiti sulla Uganda; più pesanti le perdite materiali, poiché tutti i tre cacciatorpediniere Type 42 arrivati con il primo gruppo della Task Force erano affondati (Sheffield e Coventry) o fuori combattimento (Glasgow).

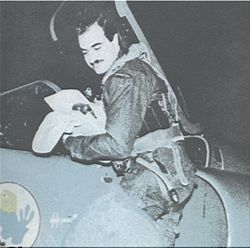
Il capitano di corvetta Roberto Curilovic guidò la missione di aerei Étendard che portò all'affondamento, con missili Exocet, della Atlantic Conveyor

Mentre i piloti della Fuerza Áerea Argentina continuavano i loro tenaci attacchi alle navi impegnate nell'acque della baia di San Carlos, anche l'Aviación Naval dell'Armada fin dalla mattina aveva pianificato una missione contro la task force nemica: dopo aver ricevuto informazioni che sembravano indicare la presenza di una portaerei britannica circa 110 chilometri a nord-est delle isole, fu deciso di far intervenire due aerei d'attacco Dassault Super Étendard armati con due degli ultimi tre missili antinave Exocet a disposizione delle forze armate argentine. I due aerei, al comando del capitano di corvetta Roberto Curilovic e del tenente di vascello Julio Barraza, decollarono alle ore 13:28, dopo un ritardo dovuto alla mancanza di aero-cisterne disponibili. I due aerei percorsero una rotta circolare per raggiungere un punto a nord della posizione stimata della task force nemica; dopo essere scesi a circa 10 metri di quota, i due piloti argentini virarono verso sud a 275 chilometri di distanza dall'obiettivo, volando ad alta velocità.
Dopo aver individuato con il radar di bordo le navi britanniche, il capitano Curilovic e il tenente Barraza lanciarono alle ore 15:32 i due missili Exocet a una distanza di circa 57 chilometri dai bersagli. La task force britannica individuò solo tardivamente la presenza di aerei nemici a nord: dapprima furono intercettate le frequenze del radar Agave dal rilevatore di emissioni radar UAA1 del cacciatorpediniere HMS Exeter, poi la fregata HMS Ambuscade rilevò le emissioni dei radar degli aerei e diede l'allarme generale, seguita dalla Brilliant che li rilevò a 28 miglia di distanza. I missili Exocet avrebbero dovuto colpire la portaerei Hermes ma, verosimilmente a causa dell'impiego di contromisure elettroniche da parte britannica o, come ritenne il contrammiraglio Woodward, dell'uso dei chaff da parte della fregata Ambuscade, i missili mancarono l'obiettivo più importante. Uno degli Exocet cadde in mare, l'altro colpì sul lato destro il trasporto Atlantic Conveyor, che navigava privo di dispositivi di inganno; la nave era con il gruppo da battaglia in attesa di recarsi nella baia di San Carlos allo scopo di scaricare gli elicotteri e una grande quantità di materiale. La RFA Sir Percival e la fregata HMS Alacrity si avvicinarono immediatamente per prestare soccorso, squadre antincendio cercarono di controllare il fuoco con gli sprinkler e gli estintori a CO2, o pompando acqua di mare nel foro; ogni sforzo fu però inutile e anzi una squadra di tredici membri, circondata dal fuoco, dovette essere evacuata da un elicottero Sea King della Hermes. Dodici marinai morirono, tra cui il comandante civile capitano Ian North, sopravvissuto a un siluramento nella seconda guerra mondiale; andarono persi dieci elicotteri, importanti equipaggiamenti per le truppe, parti di ricambio per aerei, kerosene, bombe a grappolo e grelle per la costruzione di piste d'atterraggio; il trasporto affondò infine cinque giorni più tardi. I due piloti argentini rientrarono senza difficoltà alla base dopo una missione di 3 000 chilometri durata tre ore e cinquanta minuti. Durante l'attacco la Invincible lanciò sei missili Sea Dart contro dei contatti che poi risultarono essere spurii, cioè falsi contatti generati da disturbi ambientali o anche dalle varie nuvole di chaff lanciate dalle navi della task force durante l'attacco, mentre gli aerei attaccanti ritornavano indisturbati alla loro base con un altro rifornimento in volo da parte di uno dei KC-130 argentini a sud delle isole; la mattina dopo, una esplosione spazzò via la prua della grossa portacontainer, che al momento dell'attacco si trovava allineata tra gli aerei attaccanti e la Hermes, e a quel punto Woodward rifletté che se fosse stata equipaggiata con dispositivi di inganno (chaffs o disturbatori elettronici) che avessero deviato i missili, questi probabilmente si sarebbero diretti contro la portaerei.

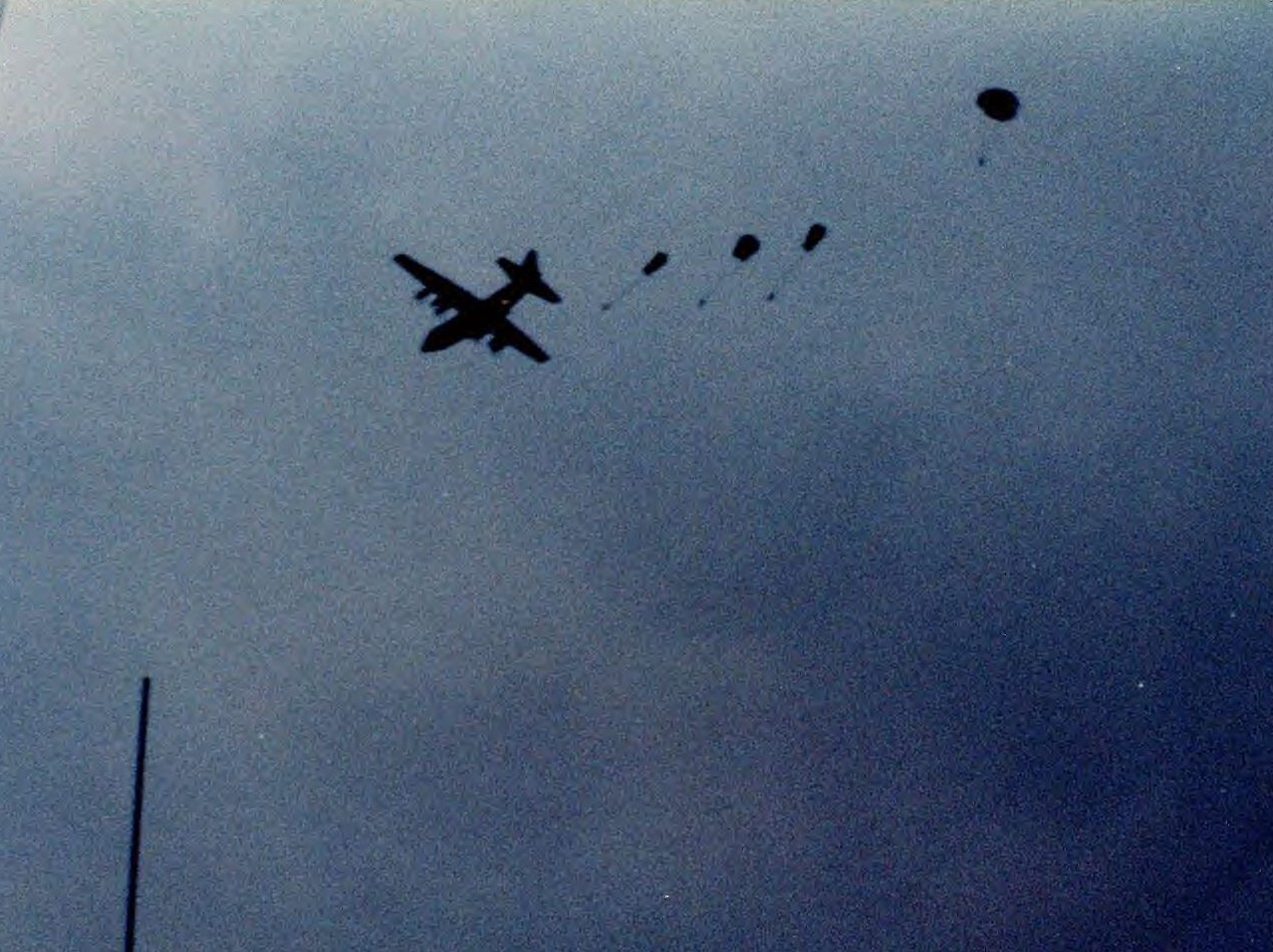
Quattro soldati del SAS vengono paracadutati vicino alla Cardiff in rotta per le isole, il 25 maggio

Il 25 maggio 1982 si concluse con i maggiori successi argentini della battaglia di San Carlos; i britannici subirono perdite anche in aria, dove almeno un Harrier della RAF fu abbattuto da un missile Roland sparato da terra. Nonostante l'impegno e la tenacia, però, la situazione strategica complessiva stava peggiorando in modo decisivo per le forze armate argentine: la testa di ponte britannica a San Carlos era continuamente rinforzata rendendo imminente l'avanzata verso est in direzione di Port Stanley, ed era ormai impossibile ricacciare in mare le forze terrestri del corpo di spedizione britannico. La task force del contrammiraglio Woodward aveva subito seri danni ma rimaneva pienamente operativa e, grazie all'arrivo di altre navi da guerra di rinforzo, manteneva il predominio navale nelle acque delle Falkland. Le difese aeree erano state potenziate e, dopo l'affondamento del cacciatorpediniere Coventry, fino a sette pattuglie di Sea Harrier furono mantenute contemporaneamente in volo.
Dopo il 25 maggio il comando aereo argentino dovette rinunciare a ulteriori attacchi in massa contro le forze navali nemiche nella baia di San Carlos; a causa delle serie perdite e dell'incremento della copertura aerea dei caccia britannici, fu deciso di organizzare solo missioni di bombardamento ad alta quota con aerei English Electric Canberra e IAI Dagger (protetti dai caccia Mirage III) principalmente contro le truppe nemiche sbarcate a terra. Queste missioni, condotte di notte, si rivelarono ben presto inefficaci e non impedirono né l'estensione della testa di ponte, né l'avanzata del corpo di spedizione britannico.

### 26-30 maggio

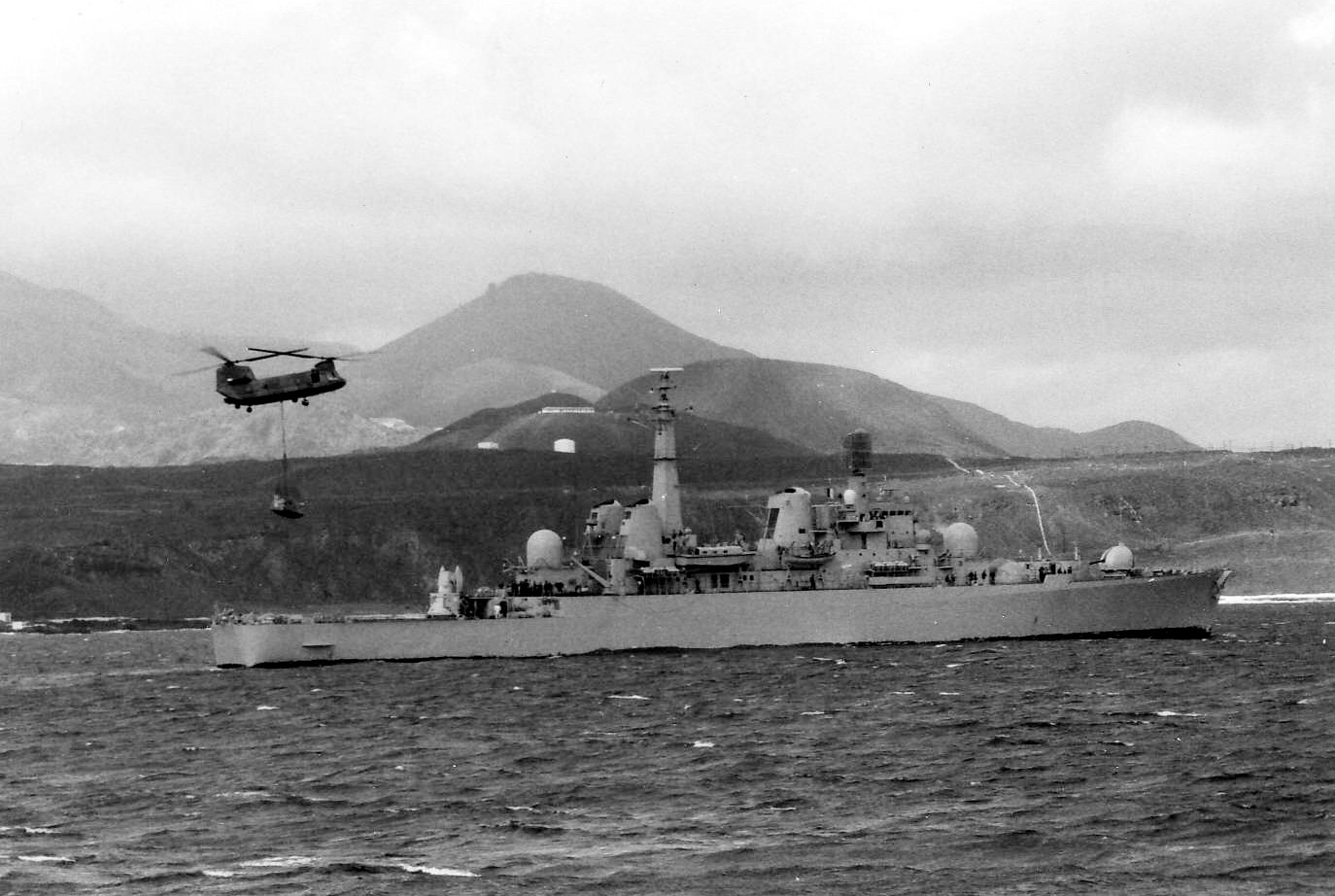
La Bristol all'Isola di Ascensione con un elicottero Chinook, in sorvolo nel 1982 durante il conflitto

La mattina del 26 maggio la fregata Broadsword continuò le ricerche dei superstiti del cacciatorpediniere Coventry, che ancora galleggiava capovolto, e più tardi nella giornata un Harrier dell'800 Naval Air Squadron della Invincible fu inviato ad affondare il relitto, per evitare che potesse essere ispezionato dagli argentini: l'unità era nel frattempo già affondata e fu ispezionata tempo dopo da sommozzatori britannici, che recuperarono alcuni oggetti di valore storico come la campana di bordo. Nel frattempo, la preoccupazione principale del contrammiraglio Woodward era rappresentata dai cacciabombardieri Super Étendart con i due (secondo le fonti di intelligence) missili Exocet in versione aviolanciabile rimasti agli argentini; inoltre era afflitto da scarsità di navi di scorta, che era necessario schierare sia nella baia di San Carlos, sia a protezione della squadra navale. Sempre il 26 arrivarono i rinforzi: il cacciatorpediniere HMS Cardiff (classe Type 42, con il prezioso radar a lungo raggio) rimpiazzò il Coventry insieme al grosso cacciatorpediniere HMS Bristol. La componente di fregate fu aumentata da due unità della classe Leander (HMS Minerva e HMS Penelope) e due altre della classe Type 21 (HMS Avenger e HMS Active).

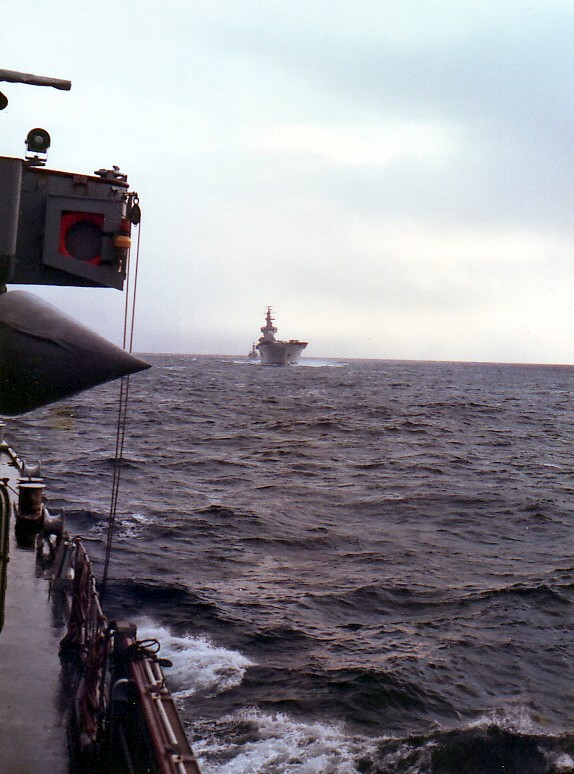
La Invincible fotografata dal cacciatorpediniere Cardiff dentro la "Total Exclusion Zone" delle Falkland nel 1982

Il 27 maggio un Harrier GR3 (versione terrestre del velivolo) andò perso durante un attacco al suolo a Goose Green, colpito dall'artiglieria antiaerea al terzo passaggio sulle postazioni argentine; il pilota si eiettò e fu recuperato da un elicottero il 30. Il 29 maggio un Sea Harrier in stato di allerta sul ponte della Invincible scivolò in mare durante una virata della nave e il pilota si eiettò venendo immediatamente recuperato; fu poi accertato che la combinazione del forte vento a 40 nodi, delle oscillazioni della nave nel mare grosso e della accelerazione laterale dovuta alla virata avevano fatto sganciare automaticamente il freno di stazionamento del carrello anteriore, concepito per disattivarsi in presenza di trazioni anomale: si tratta di una misura di sicurezza utile nel caso in cui un trattore (come quelli che vengono usati negli aeroporti o sulle portaerei) cerchi di trainare un aereo con il freno inserito. Nel frattempo, le truppe britanniche erano avanzate dalla testa di ponte verso Goose Green, dove il 28 e 29 maggio venne combattuta l'omonima battaglia che eliminò definitivamente la minaccia terrestre su San Carlos. Il 30 maggio un altro GR3 fu abbattuto a causa del fuoco antiaereo: il pilota, squadron leader Jerry Pook, riuscì ad allontanarsi, ma l'aereo era troppo danneggiato e il pilota dovette eiettarsi durante il ritorno alla Hermes, lasciando solo tre GR3 a disposizione per l'appoggio a terra.
Gli argentini avevano trovato il modo di fare un doppio rifornimento in volo per i loro aerei d'attacco, aumentandone il raggio d'azione, e nella serata del 30 lanciarono il loro ultimo Exocet: una coppia di Super Étendart, appoggiata da quattro Skyhawk della 4ª Brigata aerea, attaccò la task force in mare aperto. Lo Exeter e il Cardiff rilevarono gli aerei e diedero l'allarme, sparando subito una salva di missili Sea Dart per proteggere i bersagli grossi situati più a est, con le navi ausiliarie a 20 miglia di distanza e le due portaerei ad altre tre miglia e mezzo. Il missile argentino fu lanciato contro i primi bersagli rilevati dai radar di puntamento, ma fu probabilmente distrutto dal cannone della fregata Avenger o deviato dai chaff, in ogni caso venne neutralizzato senza causare alcun danno; un Sea Dart colpì invece il primo Skyhawk, uccidendo il pilota primer teniente Vasquez, mentre un secondo A-4, centrato dal cannone della Avenger o da un missile della Exeter, esplose e il pilota rimase ucciso. Gli altri due Skyhawk lanciarono le proprie bombe, non colpirono nessuna delle navi e, sfiorando l'Avenger a 400 nodi di velocità, tornarono alla base. Gli argentini ritennero di aver colpito la Invincible (per la terza volta dall'inizio del conflitto) con un Exocet e alcune bombe, ma la portaerei si trovava a oltre 20 miglia di distanza dal luogo dell'attacco: i giornali argentini diffusero roboanti dichiarazioni di vittoria, che i britannici smentirono subito.

## Bilancio e conseguenze

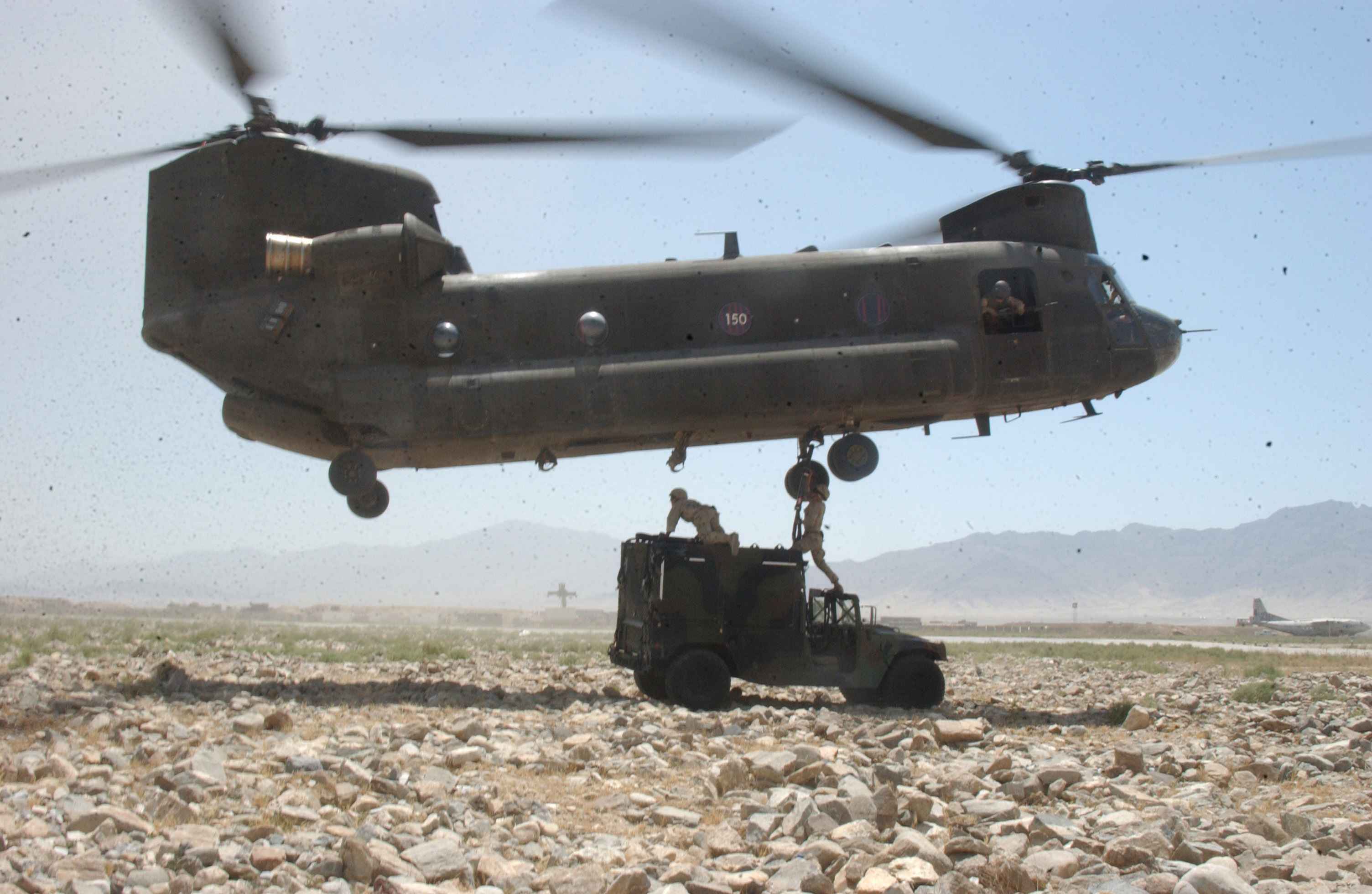
La perdita delle notevoli capacità di carico dei CH-47 Chinook, affondati con la Atlantic Conveyor, fu un grave danno per i britannici, la cui fanteria dovette sopportare sfibranti marce con l'equipaggiamento tattico (anche 30 chili di materiale) durante l'avvicinamento a Port Stanley

La battaglia di San Carlos è stata considerata il combattimento più importante della guerra delle Falkland, e per la sua intensità e le caratteristiche degli scontri è stata paragonata alle famose battaglie aeronavali della guerra del Pacifico durante la seconda guerra mondiale. L'azione, continuata per quattro giorni, fu caratterizzata dalle accanite incursioni dei piloti argentini, con gli aerei d'attacco in volo a gran velocità a pochi metri sopra il livello del mare in mezzo all'intenso fuoco contraereo e a salve di missili lanciati dallo sbarramento di copertura della task force britannica. Nei giorni immediatamente successivi gli attacchi furono rivolti solo alla task force in mare.
L'intensità degli attacchi aerei argentini sull'area nei giorni della battaglia di San Carlos fu tale che i britannici soprannominarono lo stretto delle Falkland e la baia The Bomb Alley (in spagnolo El Callejón de las Bombas, "il viale delle bombe"). Durante tali attacchi furono affondate due fregate nella baia (Ardent e Antelope, classe Type 21), la motonave Atlantic Conveyor al largo con la squadra e il cacciatorpediniere Coventry sottocosta; il cacciatorpediniere Antrim e almeno altre tre fregate (Argonaut, Brilliant e Broadsword) furono danneggiate. Danni minori subirono anche le fregate Arrow, Alacrity, Plymouth e Yarmouth, le navi da sbarco Sir Galahad, Sir Lancelot e Sir Bedivere, e la nave d'assalto anfibio Fearless. In particolare, la perdita della Atlantic Conveyor fu un grave danno logistico per i britannici, visto che conteneva i grandi elicotteri Boeing CH-47 Chinook per il trasporto truppe.
I piloti delle forze aeree argentine si opposero allo sbarco con abilità e tenacia pur subendo gravi perdite: furono effettuate, tra il 21 e il 25 maggio 1982, 252 missioni aeree delle quali 221 completate con successo, ma durante gli attacchi la Fuerza Aerea Sur perse ventidue aerei. A causa delle perdite, la capacità di combattimento delle forze aeree argentine subì perciò un significativo decremento con il passare dei giorni: il 21 maggio poterono essere impegnati 45 aerei d'attacco mentre l'ultimo giorno della battaglia entrarono in azione solo 18 aerei da combattimento.
Come ammesso dagli stessi britannici, i piloti argentini furono corretti nel rispettare le navi ospedale; inoltre, durante gli attacchi a bassissima quota nella baia di San Carlos, in varie circostanze i piloti non attaccarono la SS Canberra, il grande transatlantico che trasportava il 42 Commando Royal Marines, perché essendo interamente dipinto di bianco veniva scambiato per una nave ospedale non segnalata.
Gli attacchi aerei argentini nella baia di San Carlos misero in grande difficoltà la forza di spedizione aeronavale del contrammiraglio Woodward, che si dimostrò vulnerabile alle incursioni a bassa quota e ai sistemi missilistici più sofisticati; i caccia Sea Harrier delle portaerei effettuarono oltre 300 missioni di pattugliamento durante la battaglia, ma non riuscirono ad assicurare la totale copertura della flotta. Tuttavia, nonostante la continua pressione dei piloti argentini e le sensibili perdite, la Royal Navy non abbandonò la sua missione, non si ritirò dalle acque di San Carlos e riuscì a continuare le operazioni assicurando il successo dello sbarco, l'operazione decisiva dell'intera guerra delle Falkland. Grande importanza durante l'intera guerra delle Falkland ebbe il missile AIM 9 Sidewinder che, nella versione L fornita dagli statunitensi ai britannici in grado di ingaggiare i bersagli anche frontalmente a differenza delle versioni precedenti, colpì un totale di ventiquattro bersagli a fronte di ventisette missili sparati.
Gli argentini cercarono di aumentare le loro capacità operative acquistando segretamente armi sul mercato clandestino internazionale, attivando anche una inedita collaborazione tra Israele e Libia per la vendita di caccia Mirage e serbatoi ausiliari, dei quali gli argentini erano rimasti notevolmente a corto dopo i primi giorni; tuttavia simili sforzi risultarono vani, poiché un terzo degli aerei da combattimento a lungo raggio era andato perso e, cosa ancor più grave, era scomparso un notevole numero di piloti non facilmente rimpiazzabili.